# Biserica Sfântul Dumitru din Suceava
Biserica „Sfântul Dumitru” din Suceava este o biserică ortodoxă construită între anii 1534-1535 în municipiul Suceava. Ea se află situată pe Strada Ștefan cel Mare (fosta Stradă Domnească) nr. 1, în apropiere de Curtea Domnească, în centrul orașului. Are hramul Sfântul Dumitru, sărbătorit în fiecare an, în ziua de 26 octombrie.
Ansamblul bisericii „Sfântul Dumitru” din Suceava a fost inclus pe Lista monumentelor istorice din județul Suceava din anul 2015, având codul de clasificare cod LMI SV-II-a-A-05479 , fiind format din 3 obiective:
- Biserica „Sf. Dumitru” - datând din 1534-1535, are codul SV-II-m-A-05479.01
- Ruinele bisericii vechi - datând din secolele XIV-XV, are codul SV-II-m-A-05479.02
- Turnul clopotniță - datând din 1560, are codul SV-II-m-A-05479.03

## Istoric

### Biserici vechi
În apropierea actualei biserici cu hramul "Sf. Dumitru" au existat două edificii de cult mai vechi ale căror vestigii au fost descoperite în urma cercetărilor arheologice efectuate între anii 1967-1969, când s-a restaurat turnul clopotniță construit de Alexandru Lăpușneanu.
Prima biserică a fost construită în ultimul sfert al secolului al XIV-lea, în curtea actualului locaș de cult. Istoricul Petre Ș. Năsturel a avansat ipoteza că această biserică era una din cele două mici mănăstiri, monydria, ctitorite de boierul Iaskios (Iațcu) din Mavrovlahia și pentru care solicita în 1395 patriarhului ecumenic Antonie al IV-lea să i se accepte calitatea de ctitor. Clădirea avea un plan aproape pătrat, cu abside rectangulare. Zidurile acestei biserici au fost demantelate sistematic până la nivelul de călcare al epocii, în primii ani ai secolului al XV-lea, terenul fiind nivelat. În jurul lăcașului de cult a existat o necropolă, fiind descoperite morminte ce datează din perioada domniei lui Alexandru cel Bun (1400-1432), după cum atestă monedele descoperite. Cercetările arheologice au atestat că unele înmormântări au fost realizate chiar în interiorul fostei biserici.
Cea de a doua biserică avea dimensiuni mari (29 m lungime, 9 m lățime în zona absidelor laterale, 2,50 m grosimea zidurilor) și un plan triconc cu abside semicirculare, ea fiind compartimentată în altar, naos, pronaos și pridvor. Edificiul este suprapus parțial de actuala bisericã Sfântul Dumitru. Majoritatea istoricilor și arheologilor din perioada actuală (arhitectul Cristian Moisescu, Emil I. Emandi, Stela Cheptea, Paraschiva-Victoria Batariuc) consideră că acest lăcaș de cult a fost ctitorit de Ștefan cel Mare după victoria de la Codrul Cosminului din luptele cu polonezii din 1497, fiind invocată informația transmisă de cronicarul Grigore Ureche în letopisețul său: "Iară Ștefan vodă, după izbândă cu noroc ce au fost făcut la acest războiu, s-au întorsu înapoi la scaunul său, la Suceava, cu mare pohfală și laudă, ca un biruitoriu și au ziditu bisérica pre numele sfântului mucenicu Dimitrie, în târgu în Suceava, care trăiește și pănă astăzi. Zic unii să să fie arătat lui Ștefan vodă la acest războiu sfântul mucenicu Dimitrie, călare și într-armatu ca un viteazu, fiindu-i întru ajutoriu și dând vâlhvă oștii lui ci este de a și créderea, de vréme ce au zidit bisérică". De asemenea, în zidul absidei nordice a fost descoperită o lespede funerară fragmentarã, utilizată ca material de construcție al noii biserici, cu următoarea inscripție în limba slavonă: „Acesta este mormântul panului Anton vameșul, care s-a săvârșit…în anul 6988 (1480), luna mai 30”. Descoperirea acestei lespezi funerare a fost considerată un element de datare a acestei biserici în prima jumătate a secolului al XVI-lea.
În timp, ca urmare a unei cauze necunoscute (probabil un viciu de construcție), ctitoria lui Ștefan cel Mare s-a deteriorat, făcând necesară reconstruirea în apropierea Curții Domnești a unui alt lăcaș de cult cu același hram ca și al celui anterior.

### Construirea bisericii
Biserica Sfântul Dumitru a fost ctitorită de domnitorul Petru Rareș, fiind construită între anii 1534-1535 în plan triconc, asemănător cu cel de la Biserica Sfântul Gheorghe din Hârlău.
Pisania aflată deasupra ușii de intrare de pe zidul de sud al bisericii conține următorul text în limba slavonă: "Cu vrerea Tatălui și cu ajutorul Fiului și cu săvârșirea Sfântului Duh a binevoit binecinstitorul și de Hristos iubitorul Io Petru Voievod, din mila lui Dumnezeu Domn al Țării Moldovei, fiul lui Ștefan Voievod cel bătrân, să zidească biserica în mijlocul târgului Suceava, unde este hramul Sfântului slăvitului, marelui mucenic și purtător e biruință, Dimitrie, izvorâtorul de mir. Și a început a zidi în anul 7042 (=1534) august 10 și s-a isprăvit în anul 7043 (=1535) august 30 și s-a sfințit cu mâna Preasfințitului Mitropolit Teofan".
Călătorii străini care au trecut prin Suceava în secolele XVII-XVIII au menționat și Biserica "Sf. Dumitru" în descrierile lor, fără a oferi prea multe amănunte referitoare la ea. La sfârșitul secolului al XVII-lea orașul Suceava a fost ocupat de armata poloneză a regelui Ioan Sobieski; unii soldați polonezi au realizat niște grafite pe pereții bisericii, unele fiind în limba latină - Hic fuit Teophilus, Rex in 1691 Ponicz.

### Situația bisericii în secolul al XVIII-lea

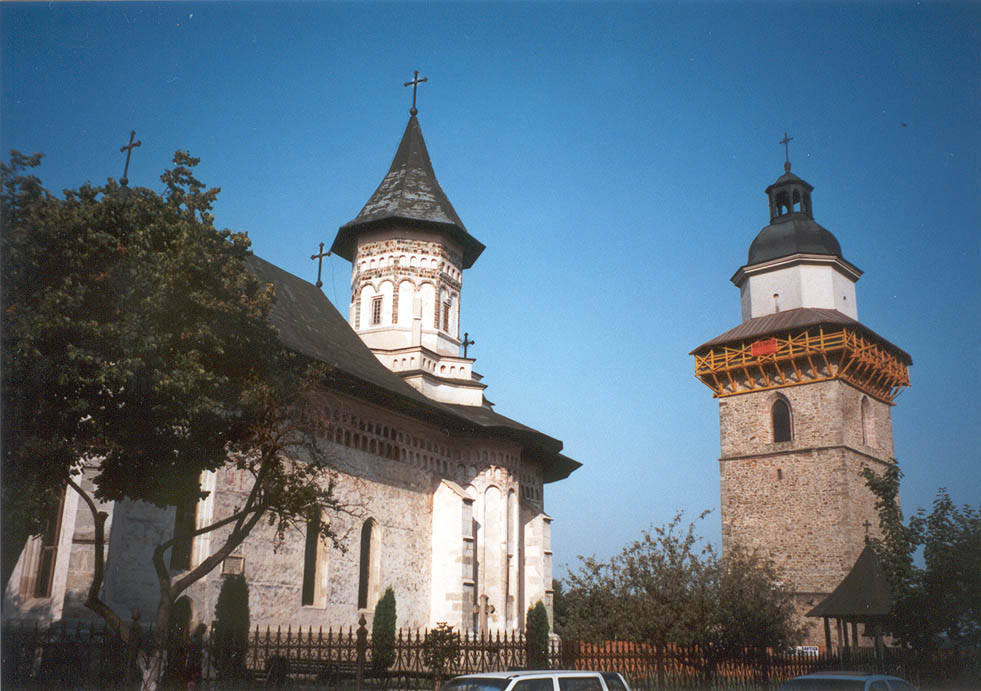
Biserica Sfântul Dumitru și turnul lui Lăpușneanu

Cu prilejul călătoriei în Moldova din luna septembrie a anului 1732, domnitorul Grigore al II-lea Ghica l-a numit pe vel medelnicerul Șerban Cantacuzino, proprietarul moșiei Horodniceni, ca epitrop al bisericii și l-a însărcinat să acopere cu cheltuiala voievodului țãrii „biserica gospod, ce este în mijlocul Târgului, în numele sfântului mare mucenic Dimitrie”. Mitropolitul Iacov Putneanul (1750-1760) a reparat-o și a acoperit-o, iar câțiva negustori suceveni au dotat-o cu o catapeteasmă nouă, au pardosit interiorul bisericii și au îngrădit terenul cu gard.
Biserica s-a confruntat cu probleme de natură economică în a doua jumătate a secolului al XVIII-lea. Pentru a-și acoperi cheltuielile, Parohia Sfântul Dumitru a fost obligată să închirieze dughenele aflate pe terenul bisericii unor negustori de diverse confesiuni care le-au transformat în cârciumi. Mutarea târgului boilor din locul tradițional aflat în partea de jos a uliței într-un loc aflat în apropierea bisericii armenești a dus la scăderea veniturilor bisericii, care nu mai avea nici măcar acoperiș. Domnitorul Scarlat Ghica a dat la 19 iulie 1757 o carte domnească prin care a hotărât ca târgul boilor să se ținã „din gios de Sfeti Dimitrie, în capul uliții, unde s-au fãcut din vac”. Dispoziția domnească nu a fost respectată, iar domnitorul Ioan Teodor Callimachi a întărit această hotărâre la 15 ianuarie 1759.
Lipsită de venituri, Biserica "Sf. Dumitru" a început să se ruineze. Astfel într-o carte domnească din 20 iunie 1761 se menționează că „sfânta bisărică din trecerea vremilor rămâind de tot părăsită și la răsipă și stricare atât acoperământul ei cu cele den afară cât și înlontrul ei. Dar în trecută vreme găsindu-să niște neguțitori creștini carii din râvnă dumnezăiască fiind îndemnați și prin carte de milostenie a mitropolitului ce au fost mai înainte și cu cât au adunat din mila pravoslavnicilor creștini au făcut din cele trebuincioasă bisăricii, iar cele mai multe au rãmas nefăcute”. Pentru a îmbunătăți starea bisericii, domnitorul Grigore Callimachi a hotărât ca doar negustorii creștini să își facă dughene pe terenul bisericii, plătind chirie pentru aceasta, iar negustorii evrei au fost obligați să se mute. Tot el a stabilit ca în apropierea Bisericii "Sf. Dumitru" să se țină târgul săptămânal, negustorii urmând să dea bisericii câte 30 de ocale de ceară.
Prezența dughenelor în vecinătatea bisericii a creat și unele probleme: unii negustori și-au împrejmuit abuziv proprietățile, ocupând și terenul pe care se afla cimitirul. Deoarece unele terenuri au fost împrejmuite, a fost blocat drumul de acces, iar trecătorii au început să folosească spațiul dintre garduri și biserică pentru a-și face nevoile. Parohul Apostolachi Ioanovici și epitropul Grigoraș Popovici au înaintat la 18 august 1801 o plângere către Consistoriul episcopal din Cernăuți în care au cerut remedierea acestei situații.
Pe lângă dughene, din inițiativa episcopului Dosoftei Herescu și cu cheltuiala șătrarului Ilie Cârste și a altor credincioși, pe terenul biserici a fost construită în anul 1782 o casă de lemn cu patru camere și cerdac (la răsărit de biserică) pentru a servi ca școală. Școala a fost demolată în 1817.
La 14 februarie 1792, o comisie formată din șase târgoveți, între care parohul Apostolache Ioanovici, protopopul Ioan Carashevici, și epitropul Bălnar, a întocmit un „inventarium asupra tuturor acareturilor, vaselor bisericești, veșmintelor, cărților și altor
bunuri mari și mici a bisericii hram: Sfânt: Marele Mucenic Dimitrie din târgul Sucevei înăuntru și afară precum s-au aflat în ziua de astăzi”, un manuscris cu 19 pagini. În inventar se specifică faptul că turnul clopotniță ctitorit de Alexandru Lăpușneanu nu mai avea acoperiș, în locul lui fiind construită o clopotniță de lemn cu stâlpi, având înălțimea de patru stânjeni și trei șuhuri. Aceasta era amplasată în curtea bisericii, lângă dugheana lui Dumitraș Brandabur, și avea trei clopote, de mărimi diferite: 150 de ocale, 60 ocale și 12 ocale.

### Situația bisericii în secolul al XIX-lea
În anul 1809, a avut loc un incendiu care a afectat Biserica "Sf. Dumitru". Atunci au ars acoperișul bisericii și clopotnița de lemn situată în curte. Biserica a fost reparată în anul 1822 și acoperită cu șindrilă. Turnul clopotniță construit de Alexandru Lăpușneanu a fost reparat în 1845 și i s-a adăugat un al patrulea nivel, încununat de o cupolã, ajungând să aibă înălțimea de 40 de metri. Fiind cea mai înaltă clădire din oraș, turnul a îndeplinit funcțiunea de punct de observație al pompierilor.
Violentul incendiu din 1854 a pustiit întregul oraș Suceava, fiind distruse atunci acoperișul bisericii, cu acel turn fals plasat pe pridvor, iconostasul pictat în 1788 și pictura murală interioară. Acoperișul a fost refăcut de Mendel Eisenberg din tablă de calitate inferioară și a fost construit un fronton în partea de vest a bisericii. Iconostasul a fost înlocuit în anul 1876, cu un altul pictat în parte de pictorul Epaminonda Bucevschi.
În perioada 1850-1855, ca urmare a scăderii populației ortodoxe a orașului Suceava și a reducerii veniturilor acesteia, numărul parohiilor existente în oraș a fost redus de la cinci (care funcționau la sfârșitul secolului al XVIII-lea) la două: Sfântul Dumitru și Sfântul Nicolae. Parohia "Sf. Dumitru" a răscumpărat în 1866 pentru suma de 18.000 florini dughenele construite pe terenul bisericii, acestea fiind demolate. Terenul bisericii a fost împrejmuit în 1892 cu un gard de fier.
Autoritățile austriece au intenționat în jurul anului 1888 să restaureze Biserica „Sf. Dumitru“ , dar această restaurare nu a mai avut loc.

### Reparații și restaurări

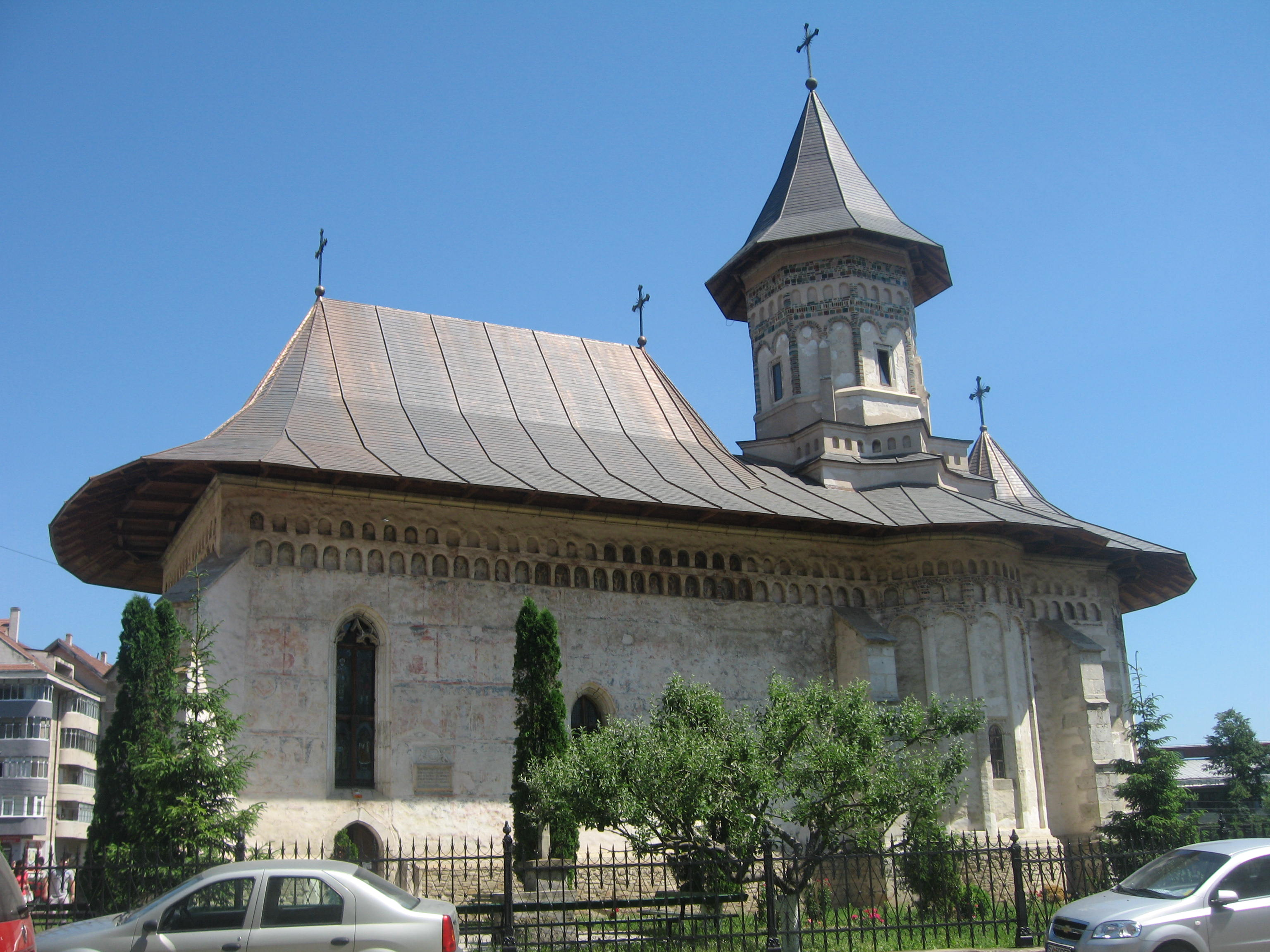
Biserica Sfântul Dumitru din Suceava - latura sudică

Biserica "Sf. Dumitru" a fost deteriorată în decursul timpului ca urmare a intemperiilor vremii. Abia pe la mijlocul secolului al XX-lea (1937-1939), Comisiunea Monumentelor Istorice a inițiat lucrări de restaurare a bisericii, prilej cu care s-a curățat terenul din jurul lăcașului de cult. Lucrările au fost întrerupte în 1939, ele fiind reluate după cel de-al doilea război mondial. În anii 1947-1949, Comisia Monumentelor Istorice a restaurat acoperișul bisericii și au fost îndepărtate frontonul de pe latura de vest și zugrăveala care acoperea fațadele.
Direcția Monumentelor Istorice a inițiat în anul 1967 o serie de lucrări de restaurare prin care s-a încercat să se redea bisericii ctitorite de Petru Rareș și turnului clopotniță construit de Alexandru Lăpușneanu un aspect cât mai apropiat de cel inițial. Lucrările s-au desfășurat cu întreruperi semnificative, ele fiind abandonate perioade lungi și prelungindu-se până în primul deceniu al secolului al XXI-lea.
Între anii 1988-1990, în timpul păstoririi preotului paroh Nicolae Horga, s-a efectuat restaurarea acoperișului și a turlei după un proiect al arhitectului Sergiu Luchian, lucrările fiind executate de o echipă condusă de Mihai Bradu, noul acoperiș păstrând în linii mari forma originală. Cu mari greutăți s-au procurat scânduri de stejar, ca urmare a bunăvoinței directorului Ioan Popescu și a ing. Dumitru Nacu de la fostul IPRUC Suceava, cu sprijinul credincioșilor și al Mitropoliei Moldovei și Sucevei, preoți fiind Pr. Nicolae Horga. După Revoluția din decembrie 1989, s-au efectuat lucrări de restaurare a turlei și exteriorului bisericii, încheiate în 1997.
În anii 1996-2004 s-au efectuat lucrări de restaurare a picturilor murale interioare de către prof. univ. Nicolae Sava din București, pictor restaurator, ajutat de 18 studenți. Cu sprijinul financiar al dr. Michael Ronette (român stabilit în America), care a suportat 80% din costurile lucrărilor, s-a finalizat repictarea bisericii în anul 2004. La data de 20 iunie 2004, biserica a fost resfințită de către un sobor de ierarhi și preoți în frunte cu arhiepiscopul Pimen Zainea al Sucevei și Rădăuților, arhiepiscopul Teodosie Petrescu al Tomisului și arhiereul vicar Ioachim Băcăuanul.
Mai mulți specialiști au criticat modul în care s-a realizat restaurarea picturii, considerând că fresca originală a fost alterată, iar spațiile rămase libere în urma îndepărtării zidului despărțitor dintre naos și pronaos sau în exonartex au fost acoperite cu noi scene executate în maniera secolului XVI.
În scopul unei protejări mai bune de intemperii a frescelor exterioare și a contraforturilor, în anii 2007-2010 s-a realizat o reparație capitală a acoperișului, prin extinderea șarpantei și acoperirea bisericii cu tablă de cupru, după proiectul arh. Virgiliu Polizu. Lucrările au fost executate de firma RESTACO, condusă de ing. Mihai Bradu, printre meșteri aflându-se o echipă din Mălini. Șarpanta a fost extinsă cu un metru, folosindu-se lemn de stejar. Apoi, s-a înlocuit circa 1.100 mp de tablă zincată cu tablă de cupru achiziționată de la un furnizor din Brașov. Cheltuielile de reparație au fost suportate de Primăria municipiului Suceava, de Consiliul Județean Suceava și de enoriașii parohiei. Primăria orașului Suceava a alocat în 2009 o sumă de 45.000 de lei (aproximativ 11.000 euro), iar în 2010 a alocat 50.000 de lei (cam 12.000 euro). După finalizarea lucrărilor, la 26 octombrie 2010, de sărbătoarea hramului, s-a celebrat o slujbă arhierească în Biserica "Sf. Dumitru" din Suceava de către arhiepiscopul Pimen Zainea al Sucevei și Rădăuților și arhiepiscopul Teodosie Petrescu al Tomisului, înconjurați de un sobor de 27 de preoți și diaconi. Cu acest prilej, arhiepiscopul Pimen a acordat preoților Justinian Cojocar și Adrian Duțuc distincții de iconomi stavrofori (purtători de cruce).

### Preoți-parohi

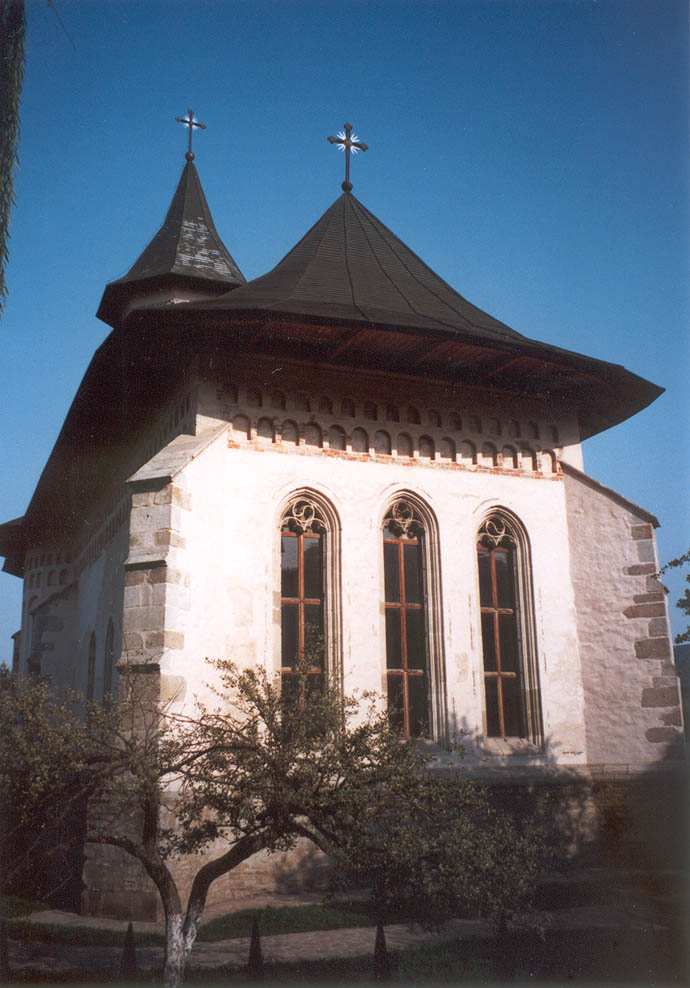
Biserica Sfântul Dumitru din Suceava - latura vestică

La Biserica "Sf. Dumitru" din Suceava au slujit următorii preoți-parohi și administratori parohiali:
- pr. Apostolache Ianovici (sin Blanar) (n. 1750, Suceava – d. 27 septembrie 1808). A fost protopop al Sucevei. A semnat Inventarul bisericii întocmit în 1792.
- pr. Ioan Șandru (d. 1822) – paroh (1808–1822). A semnat Inventarul bisericii întocmit în 1820.
- pr. Grigore Mihalovici – paroh (1822–1853). A întocmit valoroase conscripții parohiale.
- pr. Leon Popovici – administrator parohial (1854–1856)
- pr. Gheorghe Lomicovschi – administrator parohial (1859–1865)
- pr. Dimitrie Galin (n. 1836 – d. 1261867) - administrator parohial (mai 1866 – 16 noiembrie 1867)
- pr. Nicolae Galin (n. 1833 - d. 1896) - administrator parohial (16 noiembrie 1867 – 15 aprilie 1868)
- pr. Gheorghe Grigorovici (d. 2 ianuarie 1884) – paroh (1868–1883). A fost catihet la Gimnaziul din Suceava.
- pr. Averchie Macovei (n. 1856 - d. ?) – administrator parohial (2 ianuarie - 15 decembrie 1884). A fost hirotonit preot în 1883, apoi a activat ca preot de ajutor la Parohia "Sf. Dumitru" din Suceava (1883-1884) și apoi paroh la Băncești (1903- ?).
- pr. Nicolae Galin (d. 10 septembrie 1894, Viena) – paroh (15 decembrie 1884 – 10 septembrie 1894). A avut 10 copii.
- pr. Temistocle Vorobchievici (d. 25 iunie 1905) – paroh (1896–1905)
- pr. Gheorghe Mihuță – paroh (1905–1942). A scris “Monografia satului Lisaura”; “Istoricul societății Însoțirea orășenilor români pentru sprijinirea bolnavilor – Suceava" (1889); “Ciprian Porumbescu învățător” (la Ilișești).
- pr. Nicanor Văleanu – paroh (1942–1948). A fost anterior protoiereu al jud. Suceava.
- pr. iconom stavrofor Gheorghe Antonescu (n. 11 iunie 1908, suburbia Horecea, Cernăuți - d. 1 iunie 1993, Câmpulung Moldovenesc) – paroh (1948–1950). A urmat studii la Facultatea de Teologie din Cernăuți (1929-1933), studiind concomitent și la Facultatea de Litere și Filosofie. A fost hirotonit ca preot în mai 1935, după care a activat ca preot la Mămăeștii Noi (1935-1937), șef de birou la Secția Culturală a Mitropoliei Bucovinei, a Mitropoliei Bucovine de Sud și apoi a Arhiepiscopiei Sucevei și Maramureșului (1937-1950), paroh al Parohiei "Sf. Dumitru" din Suceava (1948-1950), paroh al Parohiei "Sf. Nicolae" din Câmpulung Moldovenesc (1950-1977). În paralel, a îndeplinit și funcții administrative: redactor responsabil al revistei "Credința", al "Foii Oficiale" și al "Calendarului Creștin-Ortodox", editate de Mitropolia Bucovinei (1937-1950), consilier eparhial al Arhiepiscopiei Sucevei și Maramureșului (1948-1950) și protopop de Câmpulung Moldovenesc (1952-1959).
- pr. Traian Saghin – paroh (1950–1952)
- pr. Radu Rusu (n. 1906 - d. 5 mai 1972, Straja, județul Suceava) – paroh (1952–1957)
- pr. Nicolae Pentelescu (n. 14 octombrie 1906, Voloca pe Derelui, jud. Cernăuți - d. 1994, Suceava) - paroh (1 iulie 1957 - ?). A fost hirotonit preot la 3 octombrie 1932 de către mitropolitul Nectarie Cotlarciuc, după care a activat ca preot de ajutor în Parohiile Crasna, Arbore și Iacobeni, preot II la Parohia "Nașterea Maicii Domnului" din Câmpulung Moldovenesc (1947-1957) și paroh la Parohia "Sf. Nicolae" din Suceava. A publicat în Revista Mitropoliei Moldovei și Sucevei studii în legătură cu trecutul bisericii “Sfântul Dumitru” și cu obiectele de artă.
- pr. Nicolae Horga - paroh (1988 - 2013) (n. 10 noiembrie 1955, din părinții Emilian și Domnica Horga, în comuna Berchișești, județul Suceava) urmează cursurile Seminarului Teologic de la Mănăstirea Neamț (1970-1975), apoi ale Facultății de Teologie ,,Justinian Patriarhul’’ din cadrul Universității București (1976-1980). Este hirotonit preot în 1980 (26 decembrie) de către IPS Mitropolit Teoctist pe seama parohiei Berești, comuna Adâncata. Ulerior este numit paroh al Bisericii Sf. Dumitru din Suceava în 1988, iar în 2000 este numit de către IPS Pimen în funcția de Inspector Bisericesc. În timpul parohiatului sfinției sale are loc restaurarea picturii murale a bisericii ,,Sf. Dumitru”’ (1996 – 2004), restaurarea acoperișului bisericii cu lemn de stejar și tablă de cupru, construirea lumânărarului din piatră al bisericii;, restaurarea turlei bisericii ,,Adormirea Maicii Domnului’’, realizarea aducțiunii de apă potabilă la biserica ,,Adormirea Maicii Domnului’’ (pe atunci filie a Bisericii Sf. Dumitru). A publicat lucrarea ,,Căsătoria și impedimente la căsătorie” (carte pentru uzul preoților și credincioșilor) în anul 2011 la Editura Arhiepiscopiei Sucevei și Rădăuților. A fost colaborator al revistei ,,Candela’’ și al mai multor televiziuni locale pentru realizarea de emisiuni cu conținut misionar – catehetic. Pentru neostenita activitate este hirotesit de către IPS Pimen iconom stavrofor la 1 iulie 2000, iar în anul 2021 primește de la IPS Calinic ordinul ,,Sf. Mc. Ioan cel Nou de la Suceava’’.
- Pr. Mihai-Iulian Florea - paroh (2014 - 2021) (n. 4 iunie 1980 în comuna Dolhasca, Județul Suceava) urmează cursurile Seminarului Teologic din Suceava (1995-2000), ale Facultății de Teologie din cadrul Universității Oradea (2000-2003), Master în Teologie Ortodoxă din cadrul Facultății de Teologie din cadrul Universității Oradea (2003-2005), ale școlii doctorale din cadrul Facultății de Teologie Ortodoxă a Universității ,,Ovidius’’ din Constanța, obținând titlul de doctor. În 2003 hirotonit preot de către IPS Pimen pe seama parohiei ,,Sf. Dumitru’’ din Suceava. În perioada 2014 - 2021 este numit preot paroh al parohiei ,,Sf. Dumitru’’ din Suceava. În această perioadă are loc restaurarea integrală a casei parohiale; obținerea finanțării de la Compania Națională de Investiții pentru proiectul ,,Consolidare și restaurare Turn Lăpușneanu’’, înzestrarea bisericii cu covoare noi și sistem nou de sonoriza. Începând cu 2016 inițiază proiectul ,,Dăruind vei dobândi”’ având ca obiectiv strângerea de fonduri pentru achiziționarea de încălțăminte, îmbrăcăminte și alte lucruri necesare pentru copiii din centrele de plasament din Dolhasca și Mihoveni. Pentru activitatea sa, în 2004 este hirotesit iconom stavrofor de către IPS Pimen.
- Pr. Adrian Duțuc - paroh (2021 - prezent).

## Arhitectura bisericii

### Exterior

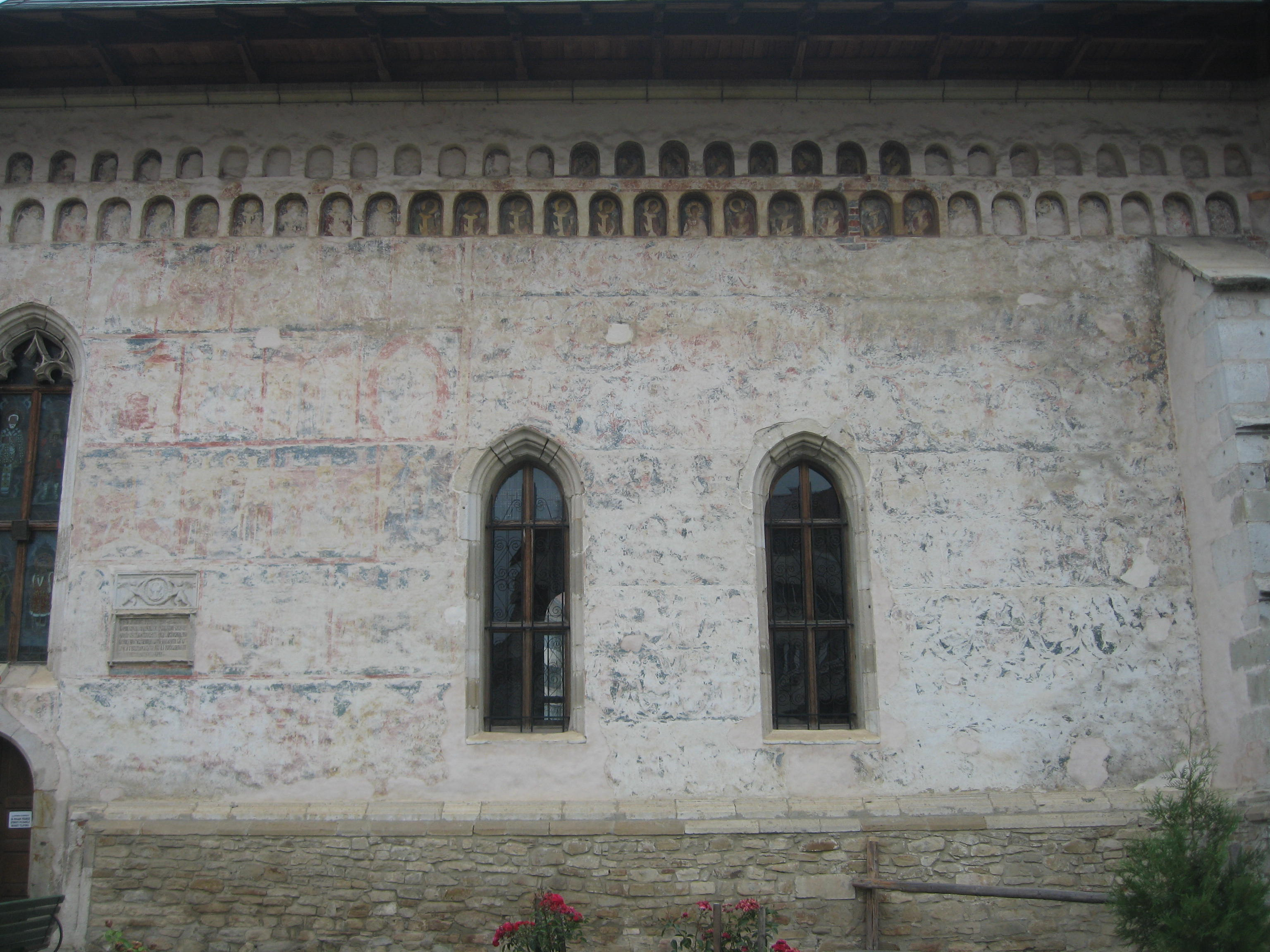
Urme din vechea pictură pe fațada sudică

Biserica "Sf. Dumitru" din Suceava a fost construită în plan triconc și are dimensiuni mari, cu o lungime exterioară de 35,10 metri, lungime interioară de 32 metri, lățime de 10 metri (fără abside) și înălțimea până la cruce de 27 metri, având un soclu înalt și de un profil foarte răspândit în secolul al XVI-lea. Are șapte contraforturi, două în colțurile exonartexului, câte două încadrează absidele laterale și unul mai mic sub ferestra altarului.
În exterior, biserica este înconjurată la partea inferioară de un soclu de piatră, înalt, și la partea superioară a fațadelor de un brâu din două rânduri de ocnițe. Absidele laterale sunt decorate cu cinci firide alungite până la soclu, iar absida altarului cu nouă firide. Biserica este luminată prin ferestre cu ancadramente gotice, dispuse astfel:
- trei ferestre înalte se află dispuse în peretele vestic al exonartexului, acestea fiind încadrate de chenare de piatră cioplită, terminate în arc frânt și decorate cu muluri gotice;
- alte două ferestre se află deasupra celor două uși de intrare, de pe laturile de nord și sud ale bisericii;
- câte douã ferestre se află pe laturile sudică și nordică ale pronaosului, având un ancadrament terminat în arc frânt;
- câte o fereastră mai mică, de formă dreptunghiulară, încadrate de baghete care se întretaie, se află dispuse în cele trei abside

Cele două uși de intrare în biserică (de pe laturile de sud și nord ale exonartexului) au ancadramente de piatră terminate în arc frânt. Deasupra ușii de intrare în stil gotic de pe zidul de sud, puțin mai la dreapta, se află o pisanie încadrată într-un chenar liniar compus din baghete încrucișate la colțuri. Deasupra pisaniei se află un altorelief cu doi îngerași (putti) sculptați care țin o coroană de frunze de stejar în interiorul căreia se află stema Moldovei, elemente ce aparțin stilului arhitectonic renascentist.
Acoperișul Bisericii "Sfântul Dumitru" a fost inițial executat din plumb. Deasupra naosului se află o turlă octogonală construită din cărămidă și așezată pe două baze: prima pătrată și a doua stelată. Pe turlă se află firide alungite, patru ferestre dreptunghiulare mici dispuse în cele patru puncte cardinale, patru contraforturi mici și două rânduri de ocnițe (unul deasupra arcadelor și unul la baza stelată). Turla are decorații din cărămizi ceramice smălțuite la partea superioară și la arcadele oarbe.

### Interior
În interior, biserica este compartimentată în următoarele încăperi: altar, naos cu boltă moldovenească, peste care se înalță turla, pronaos și pridvor închis (exonartex), cu trei ferestre mari în stil gotic spre vest. Ferestrele pronaosului sunt mai mici decât cele ale pridvorului și tot în stil gotic.
Exonartexul este boltit „en berceau”. El este separat de pronaos printr-un zid în care se află un portal cu muluri în retragere, terminat în arc frânt, și încadrat de un cadru dreptunghiular, cu baghete încrucișate. Pronaosul are la partea superioară o boltă într-o singură calotã sferică. Între pronaos și naos a existat un zid despărțitor care a fost demantelat parțial înaintea anului 1792(deoarece nu apare în inventarul bisericii din 1792), pe peretele vestic al naosului aflându-se inițial un tablou votiv în care era reprezentat ctitorul Petru Rareș și care a fost distrus parțial.
Naosul este boltit în stil moldovenesc, printr-o serie de arce dispuse pe diagonală și pandantivi care susțin turla cilindrică. Absidele laterale sunt boltite în sfert de sferă, iar absida altarului în jumãtate de sferă.
Pavimentul bisericii a fost realizat, în cursul timpului, din diferite materiale. Inventarul din anul 1792 menționează că pardoseala altarului și a naosului era din cărămidã, iar cea a pronaosului și a pridvorului din lespezi de piatră. În deceniul șase al secolului al XX-lea, pardoseala era din lespezi de gresie. În urma ultimei restaurări, pavimentul bisericii a fost refăcut din plăci de marmură alb-cenușie.

## Iconografie
Biserica a fost pictată în frescă pe exterior între anii 1537-1538, în prezent mai existând urme din vechea pictură pe fațada sudică (fragmente din Asediul Constantinopolului, Imnul Acatist și Arborele lui Iesei) și pe turlă (câțiva sfinți cu aureolă în relief). Pereții exteriori au fost ulterior tencuiți pe celelalte laturi, pictura murală fiind deteriorată.
Pictura murală interioară în frescă din vremea construirii bisericii a suferit degradări masive în decursul timpului, cea din pridvor și pronaos fiind afectată de incendiul din secolul al XIX-lea (numai unele figuri se disting, restul fiind șterse), numai unele fresce din naos fiind bine conservate. Între pronaos și naos a existat un zid despărțitor care a fost demolat, cu această ocazie fiind deteriorat și tabloul votiv în care era reprezentat ctitorul Petru Rareș. Din tabloul votiv se mai disting portretele lui Petru Rareș, ale Doamnei Elena și a doi copii.
Istoricul de artă Paul Henry a cercetat pictura veche a bisericii în deceniul III al secolului al XX-lea, el constatând că iconografia este aproape identicã cu cea din Biserica "Sfântul Gheorghe". În altar s-au mai păstrat frescele: Cina cea de taină, Împărtășirea cu vin, Împărtășirea cu pâine a Apostolilor și Spălarea picioarelor. Pe pereți se mai află grafite de la sfârșitul secolului al XVII-lea, unele în limba latină, provenite din timpul ocupației polone de sub Ioan Sobieski (1691) - Hic fuit Teophilus, Rex in 1691 Ponicz și unele în chirilică, a unui oarecare Ioan Zugravul (1596).
Pictura murală interioară a fost restaurată în anii 1996-2004 de către prof. univ. Nicolae Sava din București, pictor restaurator, "în spiritul unui total dispreț față de momentul istoric", fresca fiind grav alterată prin integrări cromatice masive și repictãri.

## Obiecte de patrimoniu
În pridvor și în pronaos se află mai multe pietre de mormânt, dintre care una aparține lui Bogdan, fiul lui Petru Rareș, mort în septembrie 1540, iar alta marelui vistiernic Toma, mort la 21 august 1543.
Biserica a fost înzestrată cu valoroase odoare, dintre care multe au fost distruse sau s-au risipit. Au mai fost păstrate doar câteva cărți liturgice în manuscris: un Octoih de la sfârșitul secolului al XVI-lea și un Minei pentru lunile septembrie-decembrie, din secolul al XVI-lea, ambele predate muzeului bisericesc, precum și un Evangheliar în limba slavonă din secolul al XVI-lea, dăruit Bisericii Cuvioasa Parascheva, azi dispărută. Pe lângă acestea, în altar se află o serie de obiecte de cult precum un epitaf (1763), un felon, un antimis sârbesc (1708), un tetraevanghel și o evanghelie în limba română (1762).

## Turnul clopotniță

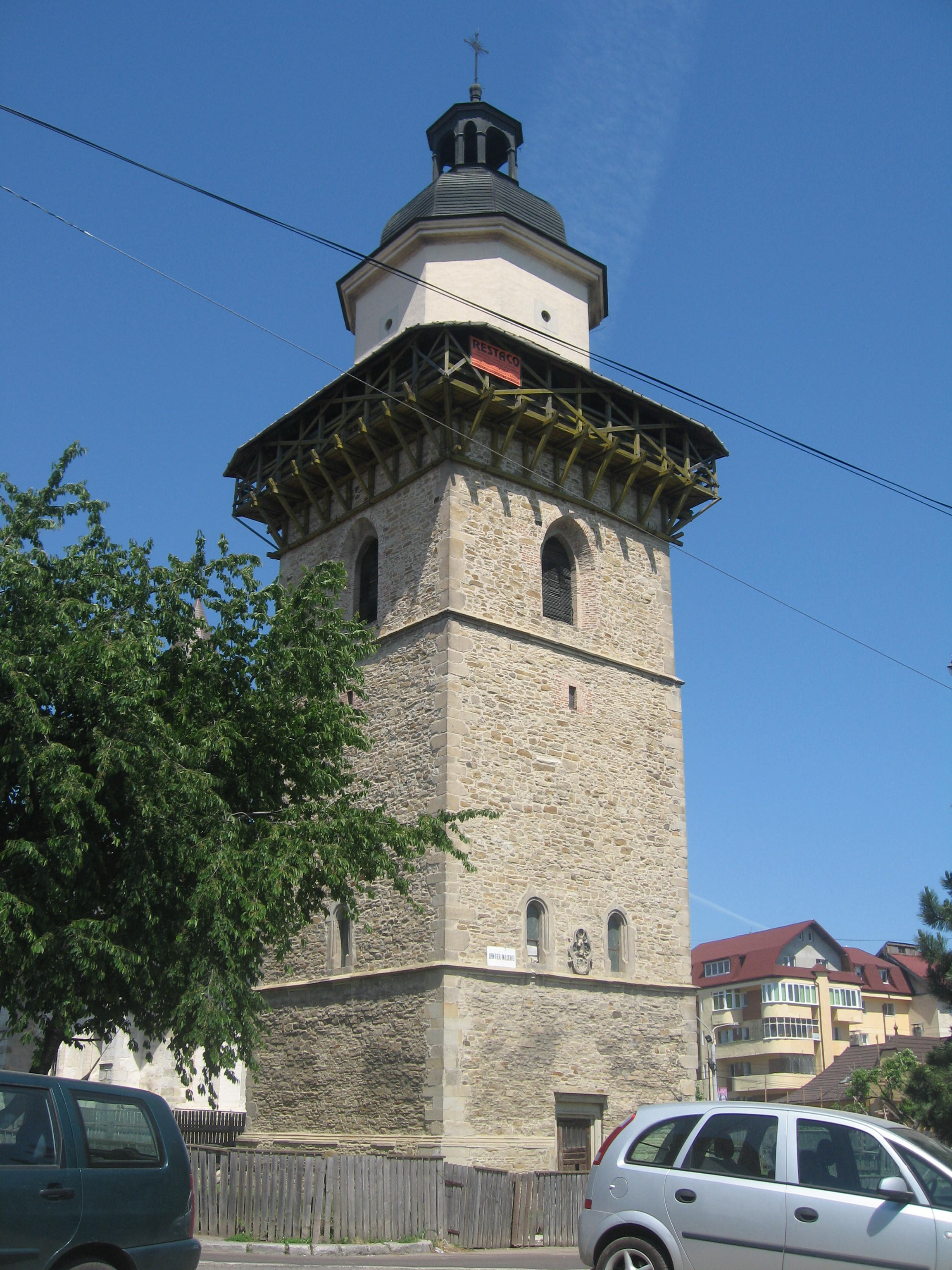
Turnul clopotniță, cunoscut și ca turnul lui Alexandru Lăpușneanu

Lângă ruinele bisericii construite la sfârșitul secolului al XIV-lea au fost descoperite vestigiile unei alte construcții, despre care arheologul Florin Hău a presupus că a avut menirea de clopotniță.
În apropiere de biserică, la o distanță de 30 metri spre sud-est, domnitorul Alexandru Lăpușneanu, ginerele lui Petru Rareș, a construit între anii 1560-1561 un turn clopotniță cu trei etaje și cu ziduri de doi metri grosime. La baza turnului soclul din piatră cioplită este puțin ieșit în afară. Etajul al treilea are patru ferestre mari pe toate laturile.
Deasupra intrării în turn de pe latura estică se află o pajură și un cap de bour cu gâtul așezat într-o parte, încadrate într-un cvadrilob, pe care se desfășoară următoarea inscripție în limba slavonă: "Binecinstitorul și de Hristos iubitorul Domn Io Alexandru Voievod, din mila lui Dumnezeu domn al Țării Moldovei a binevoit să zidească această clopotniță, în anul 7068 (=1560)".
Turnul a fost modificat ulterior, adăugându-i-se în secolul al XIX-lea (în anul 1845, când a fost refăcut turnul după un incendiu) un nou etaj de forma unei turle cu baza octogonală, peste care se înalță, pe opt colonete de lemn, vârful acoperișului. În prezent, turnul-clopotniță are 40 metri înălțime, fiind cel mai înalt turn de biserică din Suceava.
În decursul timpului, turnul a îndeplinit rosturi administrative complexe, el dominând prin înălțimea sa întreaga panoramă a orașului atât în Evul Mediu, cât și în epoca modernă. Mircea D. Matei a presupus că edificiul în cauză a fost o „adevărată campanilă... o expresie a dorinței luminatului voievod care a fost Alexandru Lăpușneanu de a conferi un plus de strălucire unei capitale prea modeste în însemne exterioare de urbanism, așa cum voievodul cunoștea în multe orașe ale Europei vremii sale”. Construit pe o bază pătrată, el a fost întrebuințat de pompierii suceveni între anii 1867-1910 ca turn de observație a încendiilor.
În anul 1809, turnul a fost avariat de un incendiu, fiind renovat abia în 1845. S-au efectuat lucrări de restaurare și consolidare între anii 1948-1949 în urma cărora acoperișul turnului a revenit la forma originală.
În urma unor măsurători efectuate în anul 1992 s-a constatat o înclinare a turnului, crucea din turn fiind deviată cu 12 centimetri față de verticală. În anul 1998, o altă măsurătoare stabilea că deviația crescuse la 17 metri. Cauza înclinării turnului este, în opinia specialiștilor Muzeului Național al Bucovinei, traficul auto intens din ultimii ani, această zonă fiind străbătută în subteran de o rețea de beciuri care amplifică trepidațiile. Rezultatele înclinării și a infiltrațiilor au fost deplasarea terasei din colțul de sud-vest a turnului și desprinderea tencuielii din cornișă. În prezent, la turnul-clopotniță se desfășoară noi lucrări de restaurare.

## Imagini

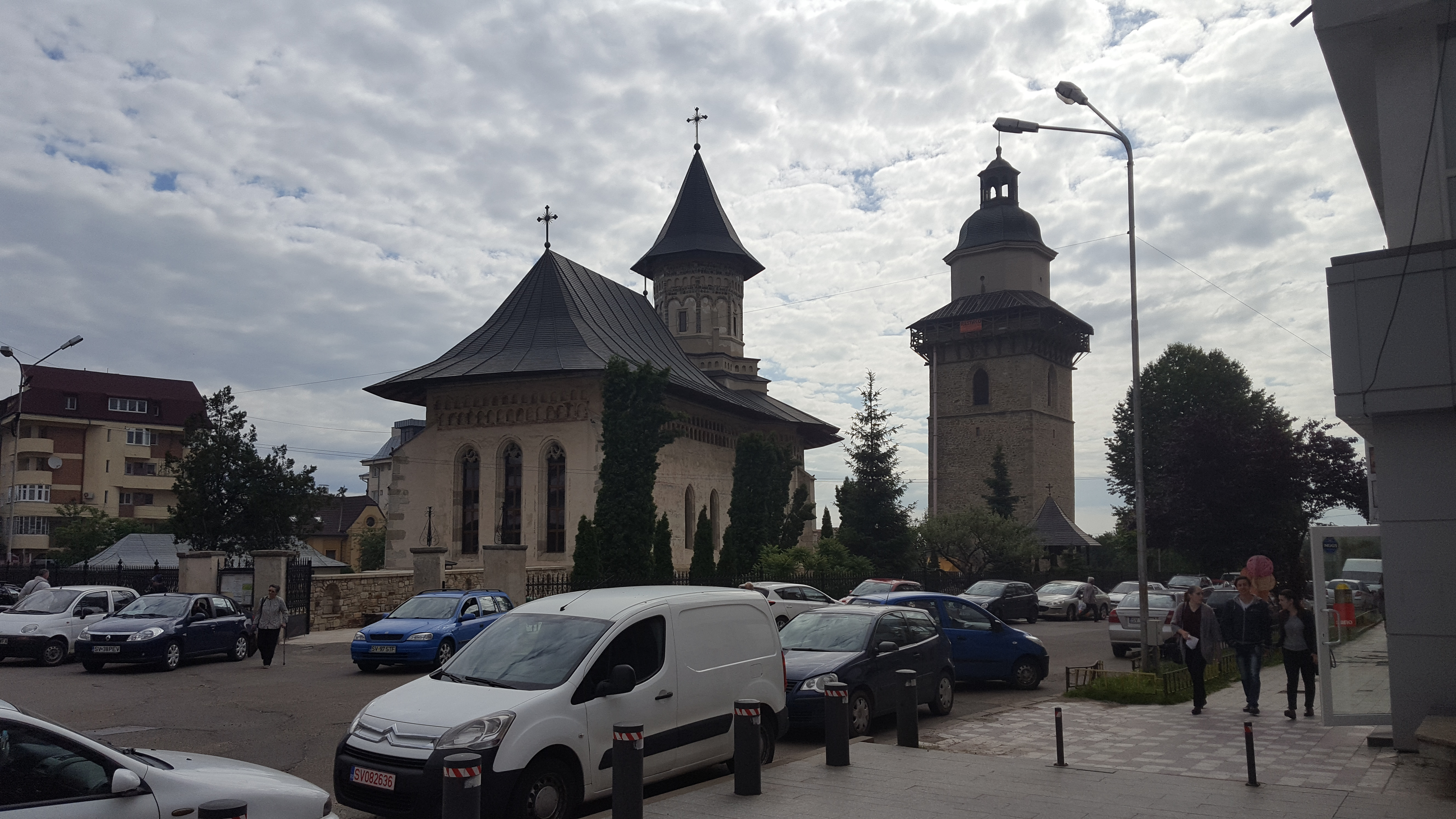
Biserica și turnul clopotniță
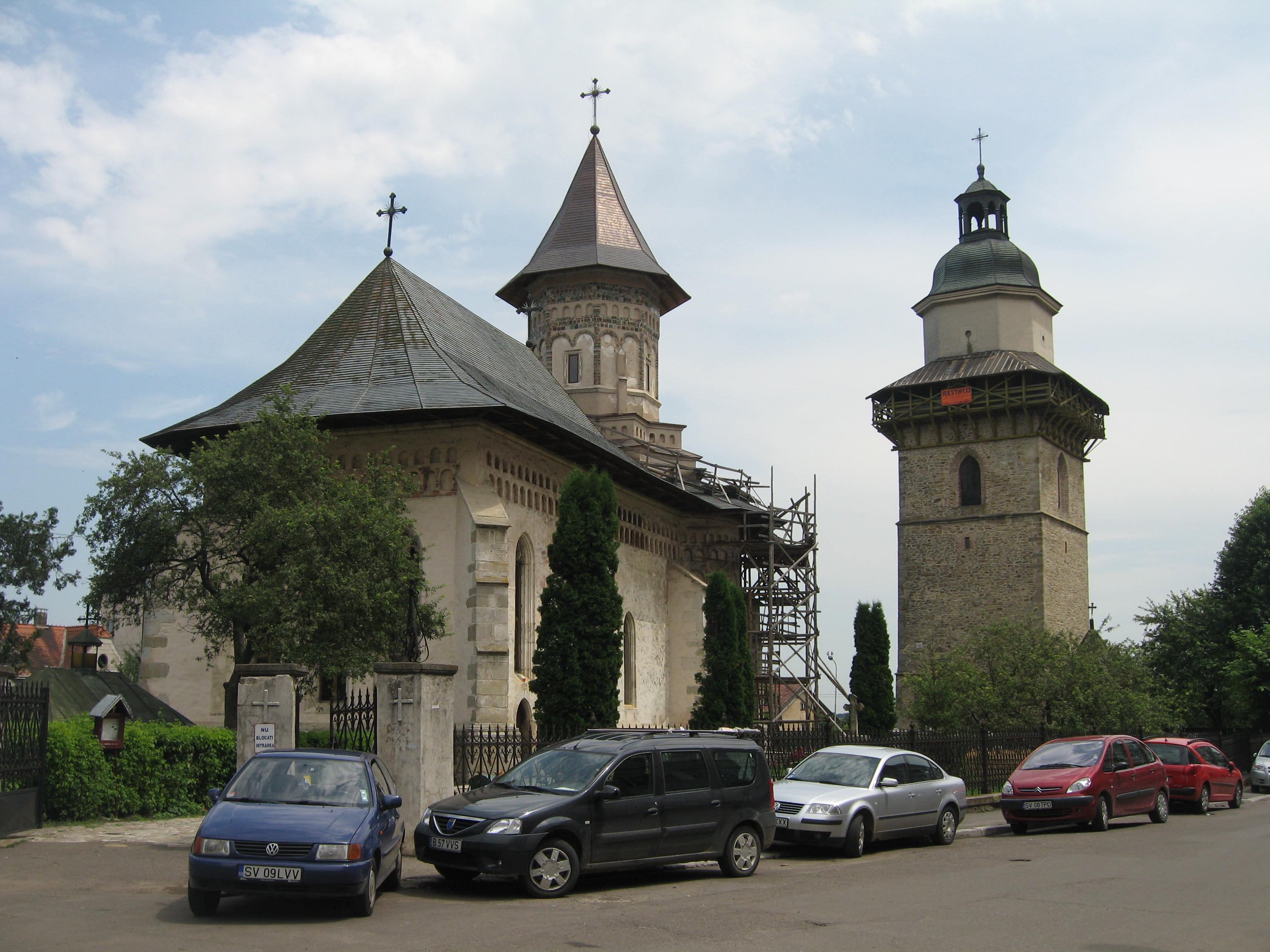
Biserica și turnul clopotniță
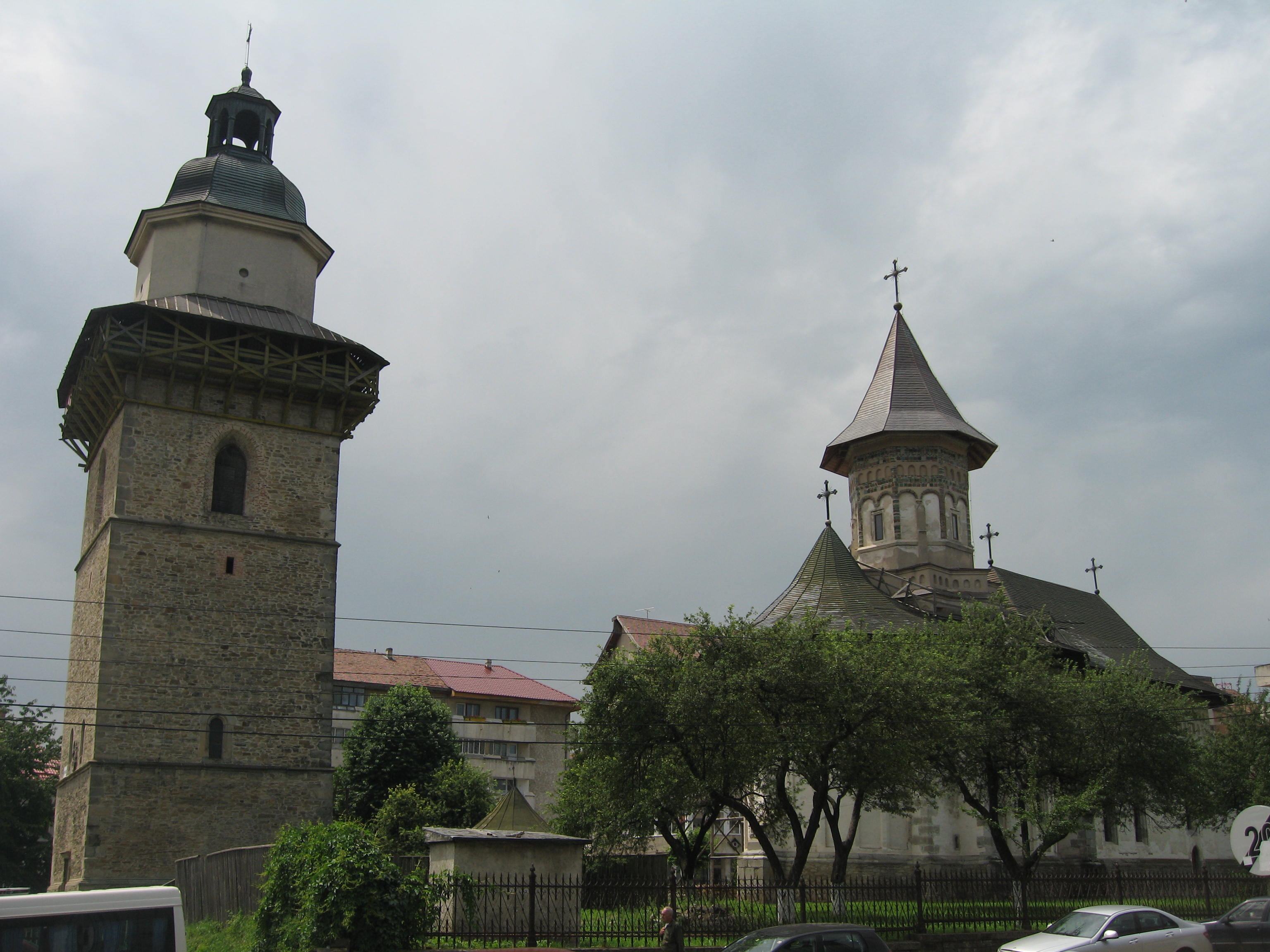
Biserica și turnul clopotniță
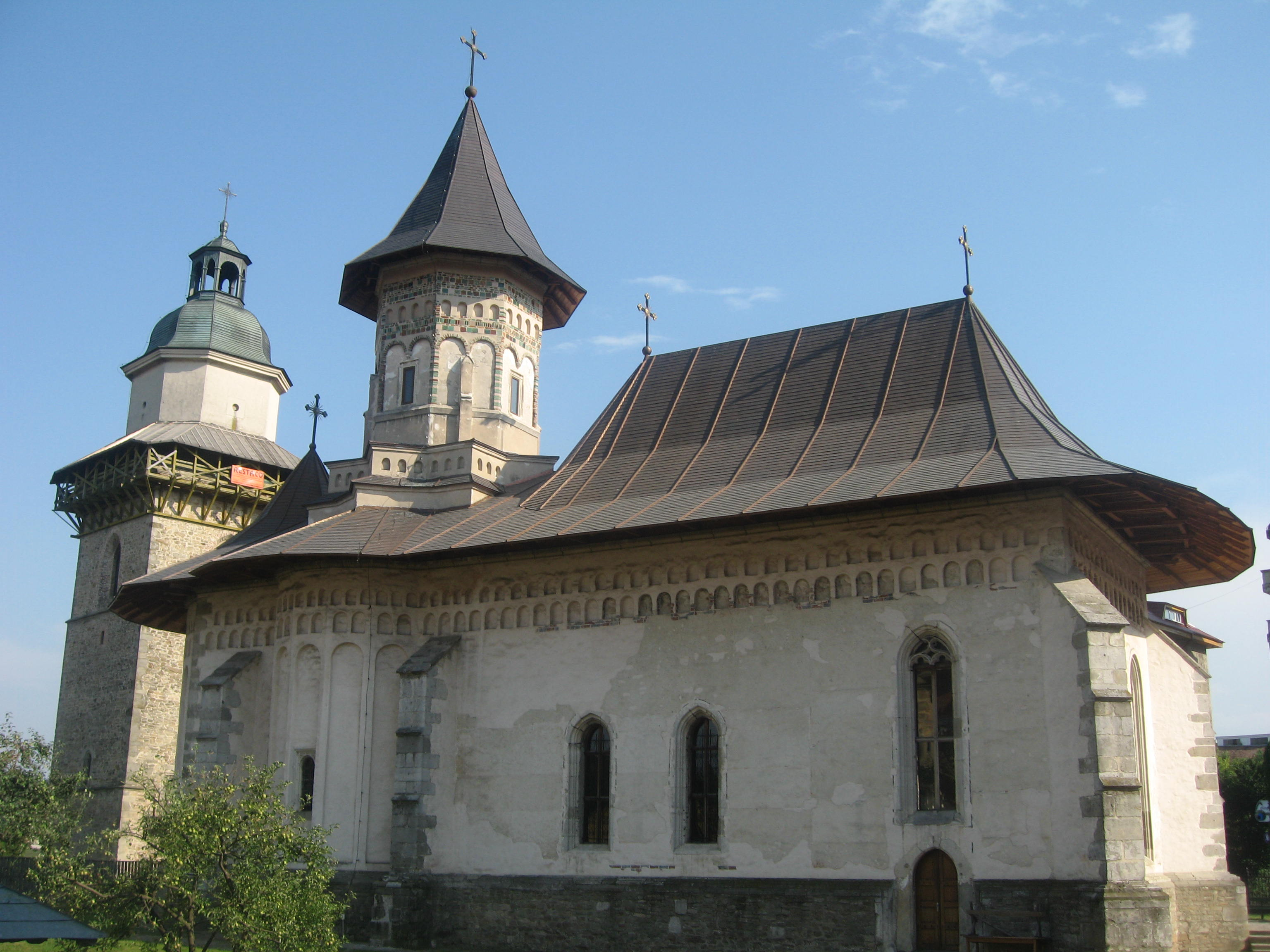
Biserica și turnul clopotniță
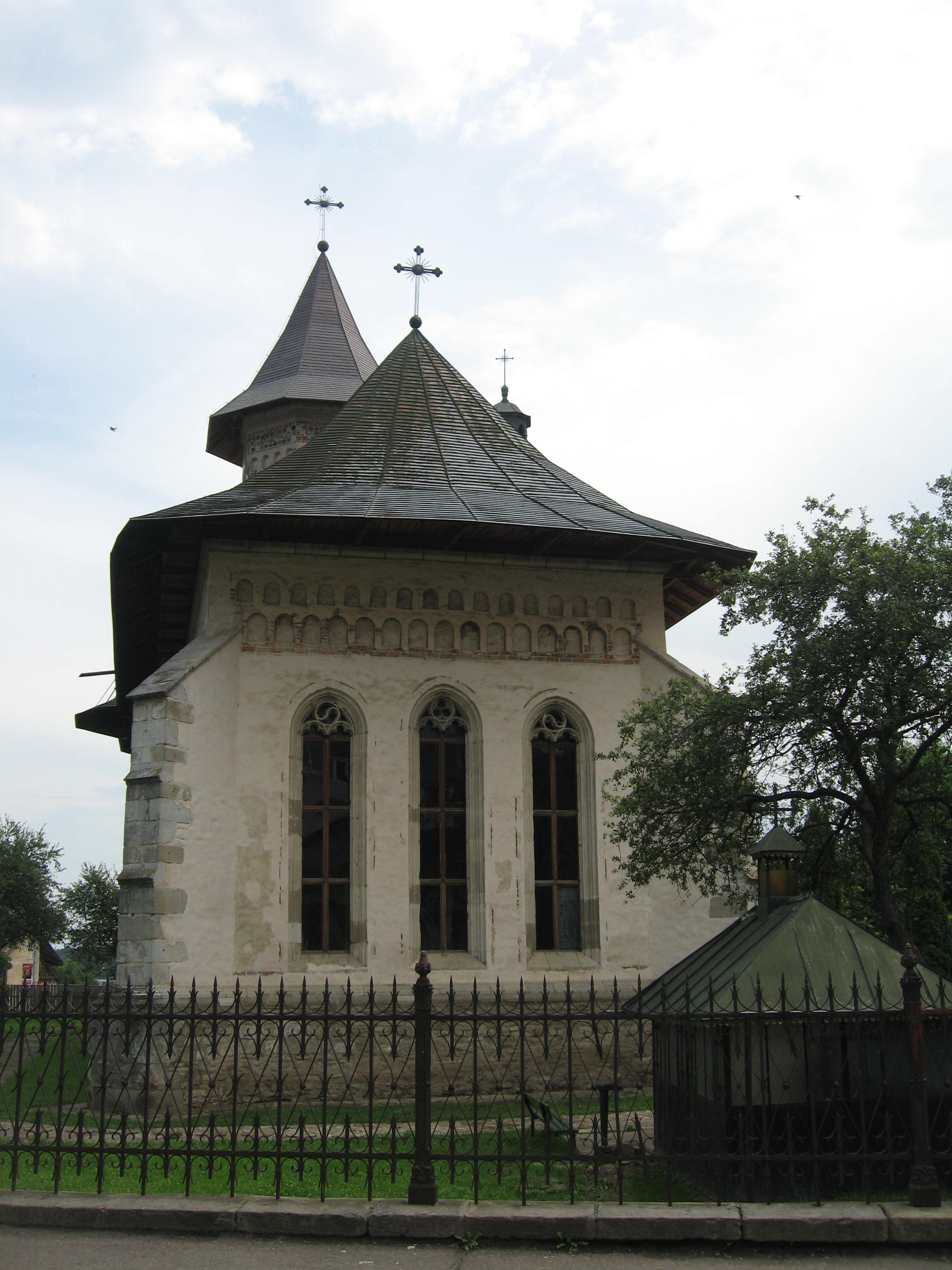
Latura vestică
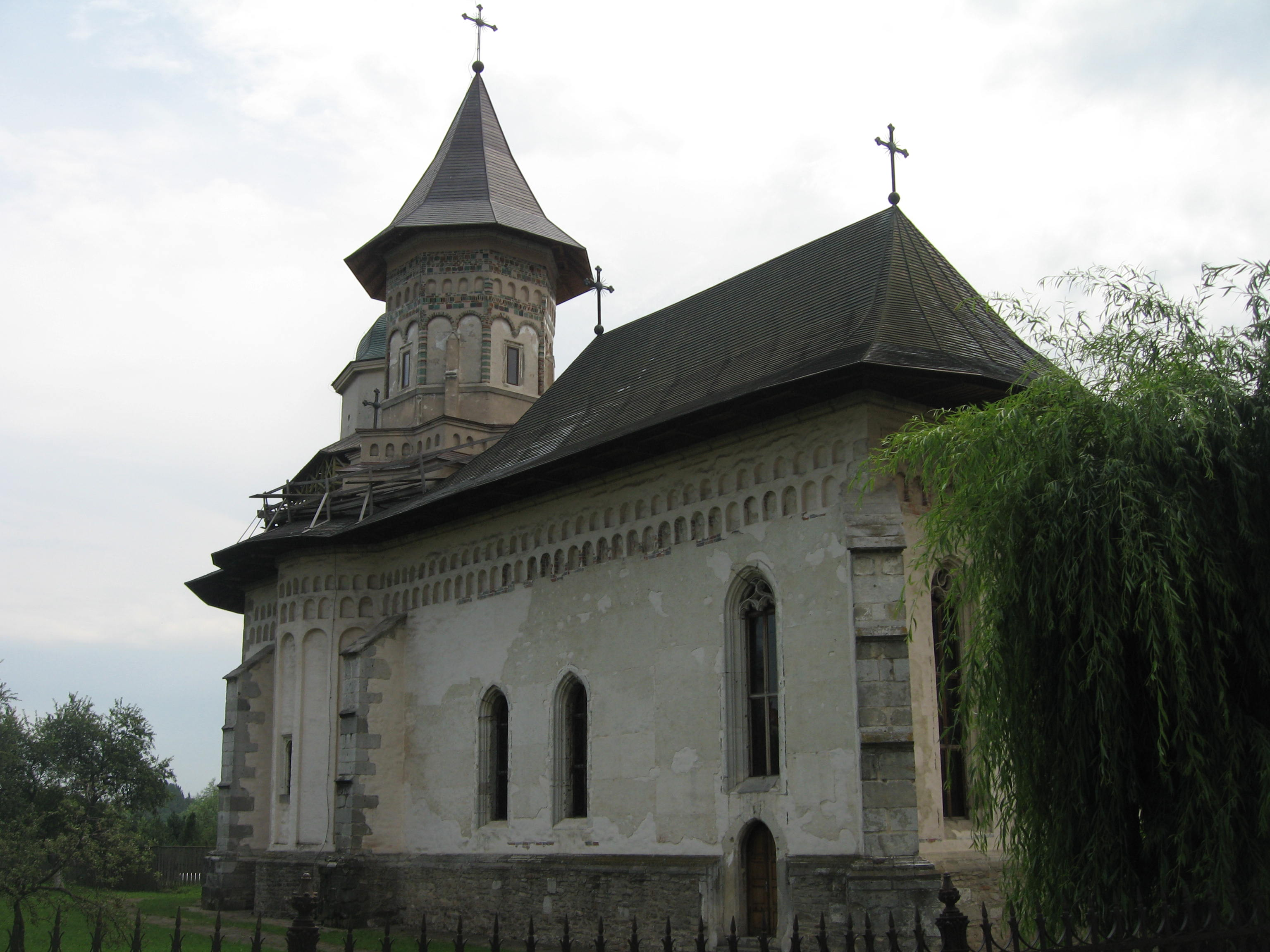
Vedere dinspre nord-vest
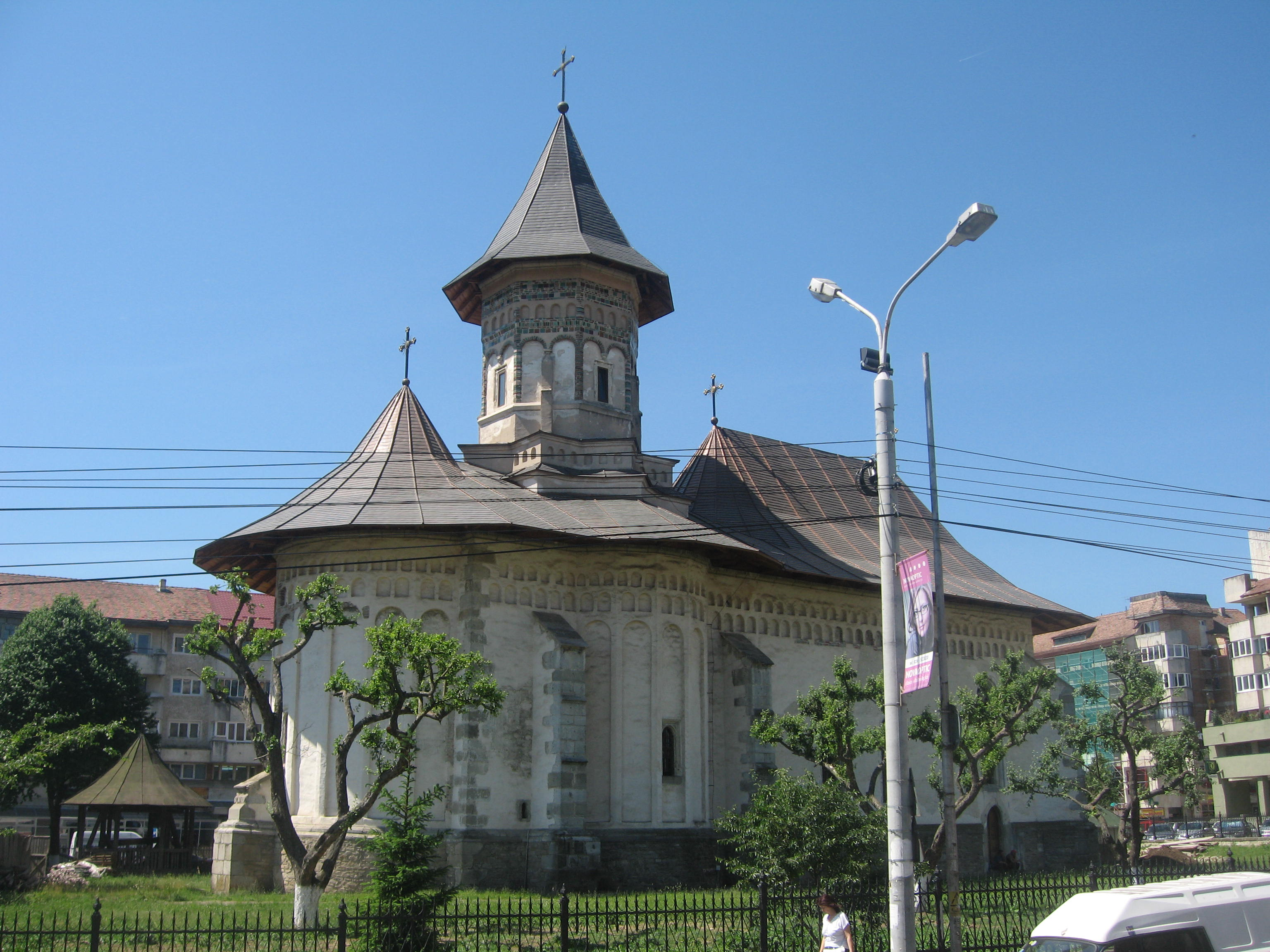
Latura nordică
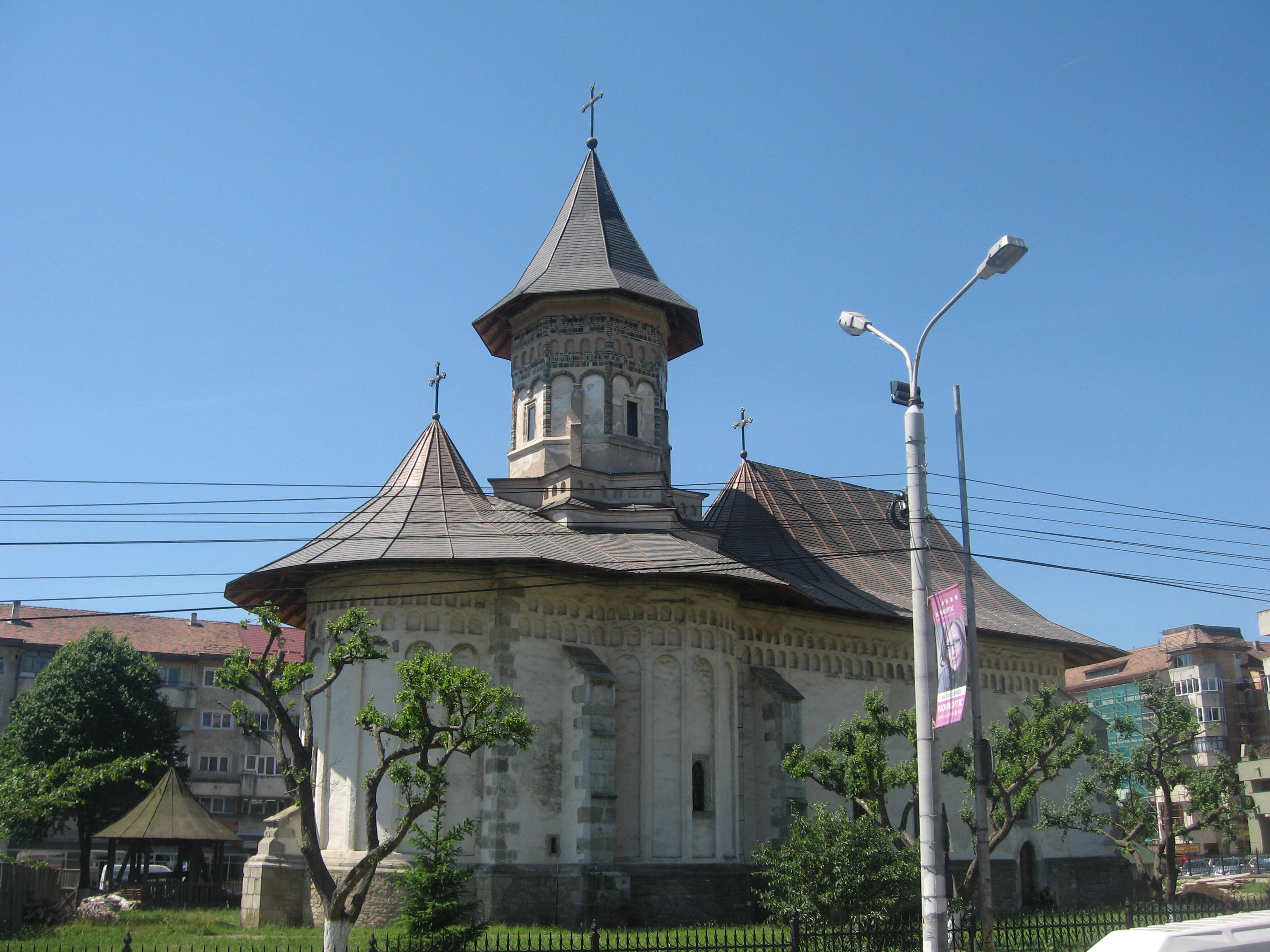
Latura nordică
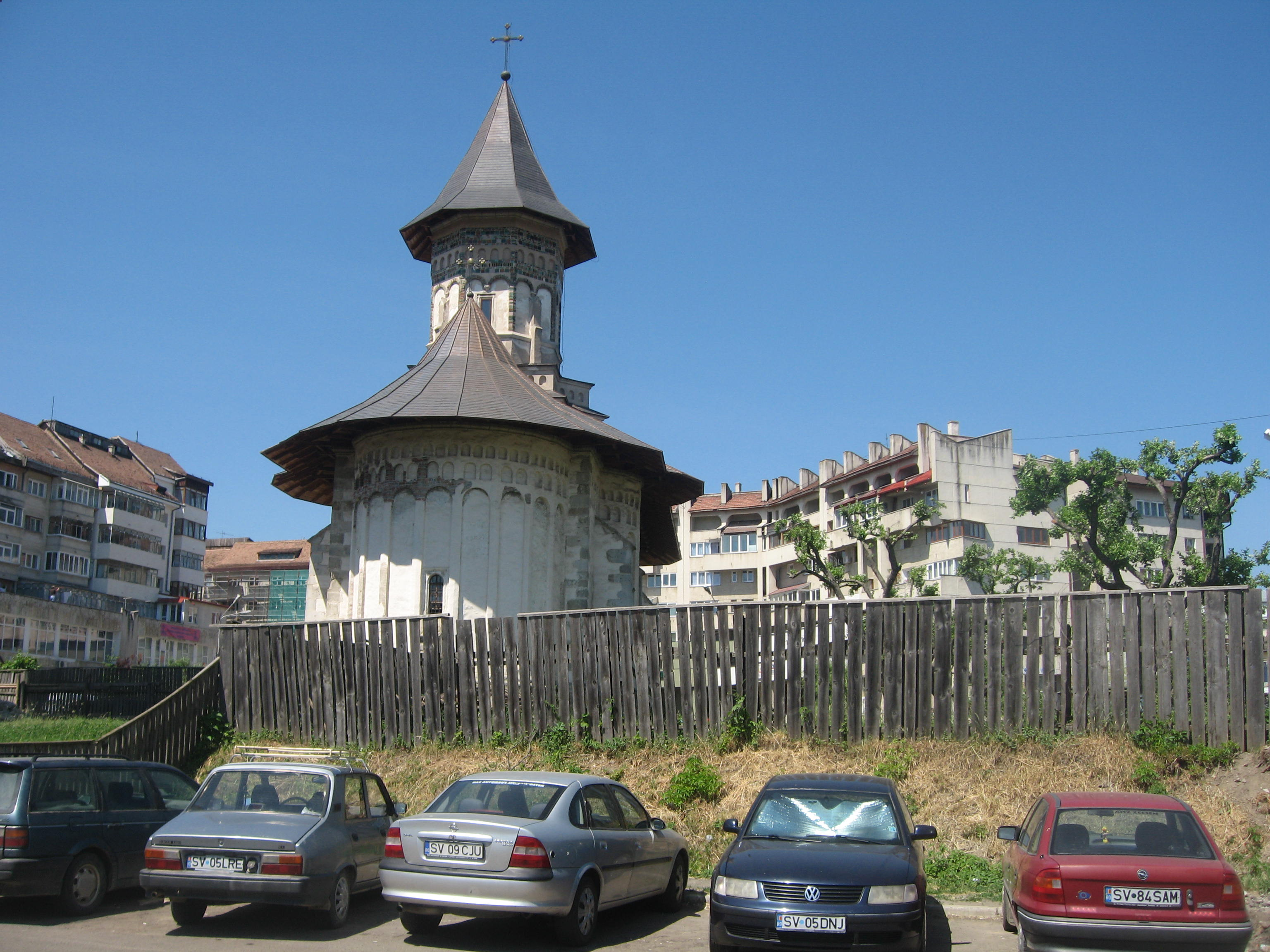
Vedere dinspre est
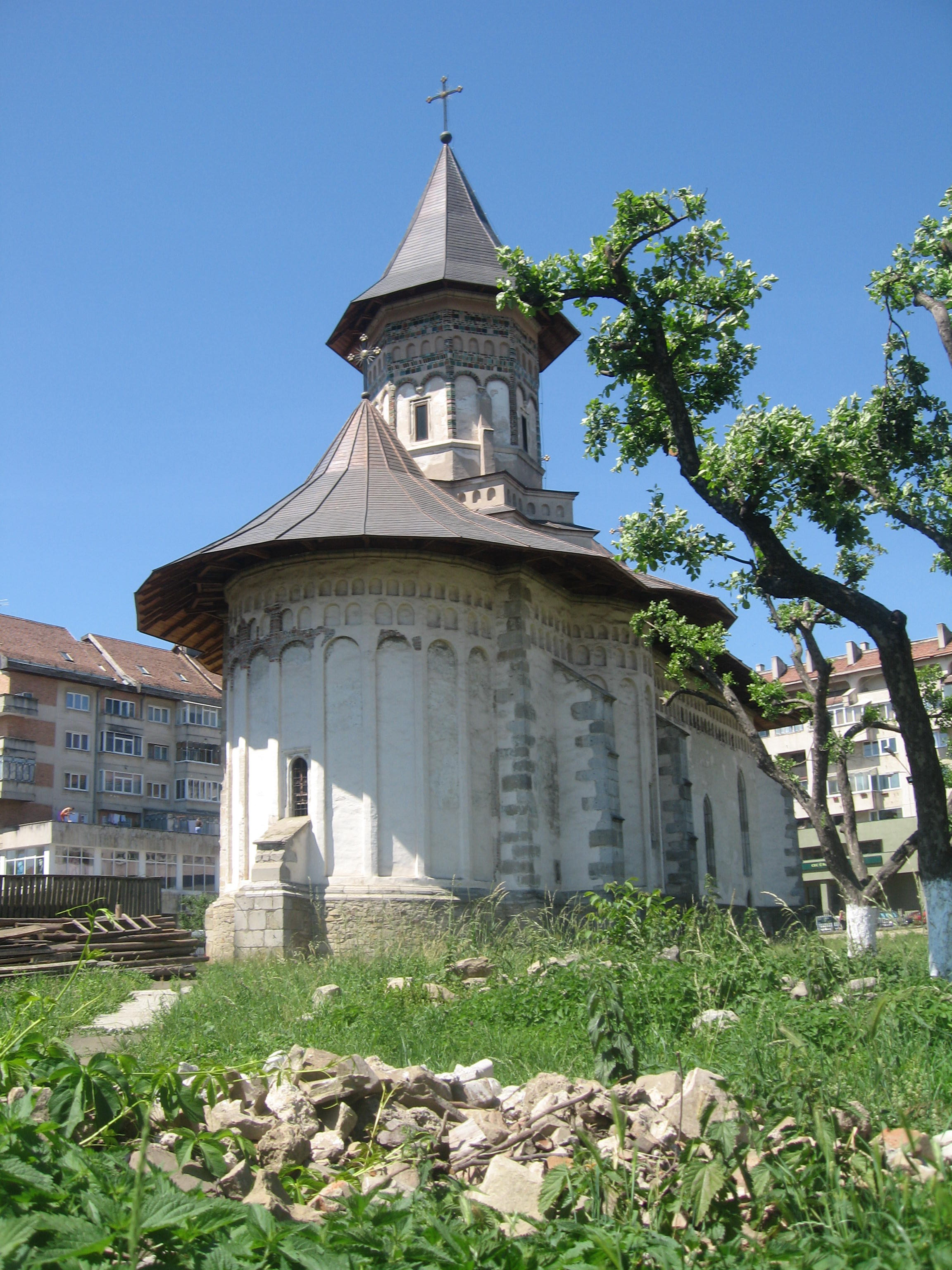
Absida altarului
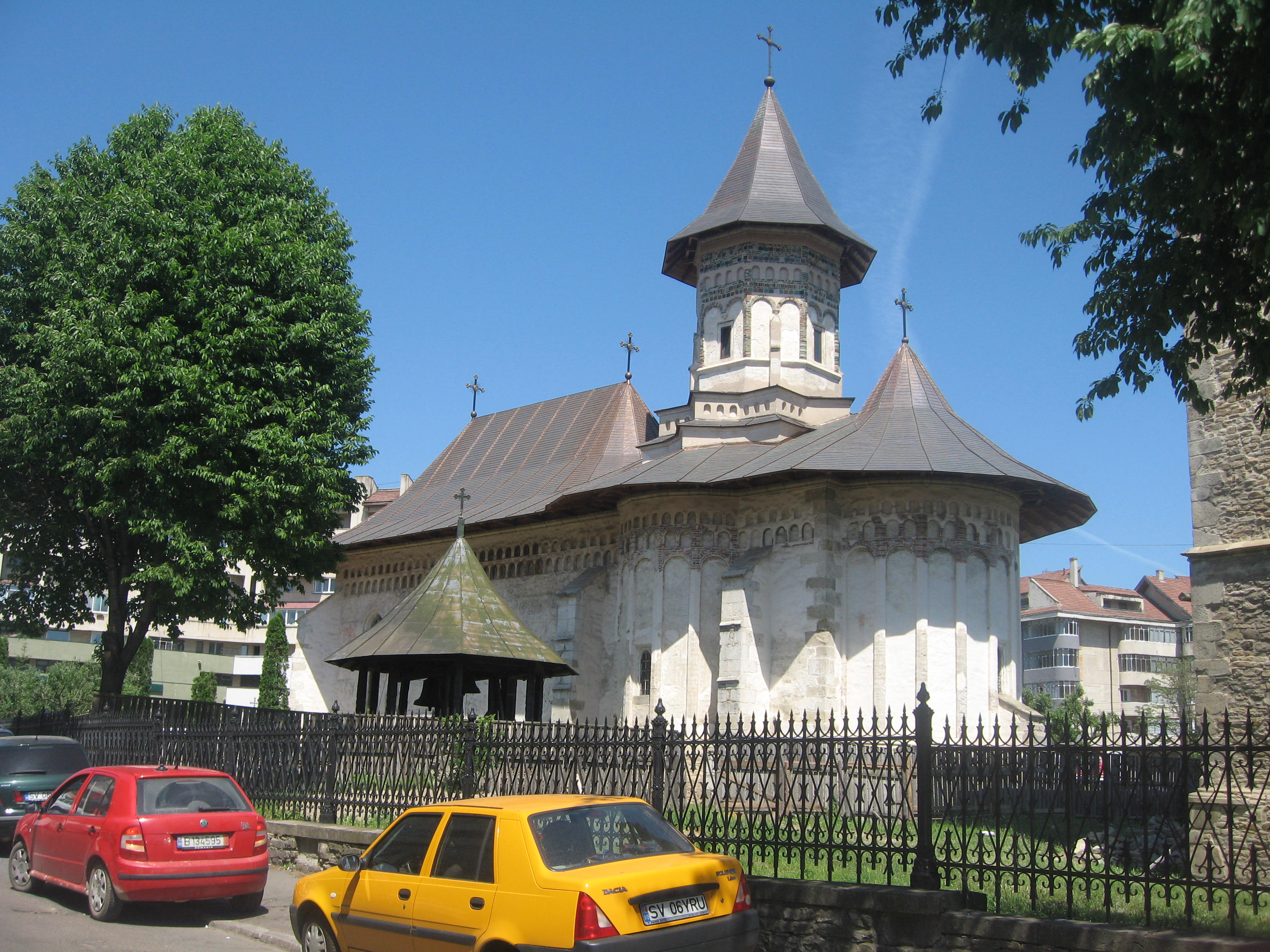
Vedere dinspre sud-est
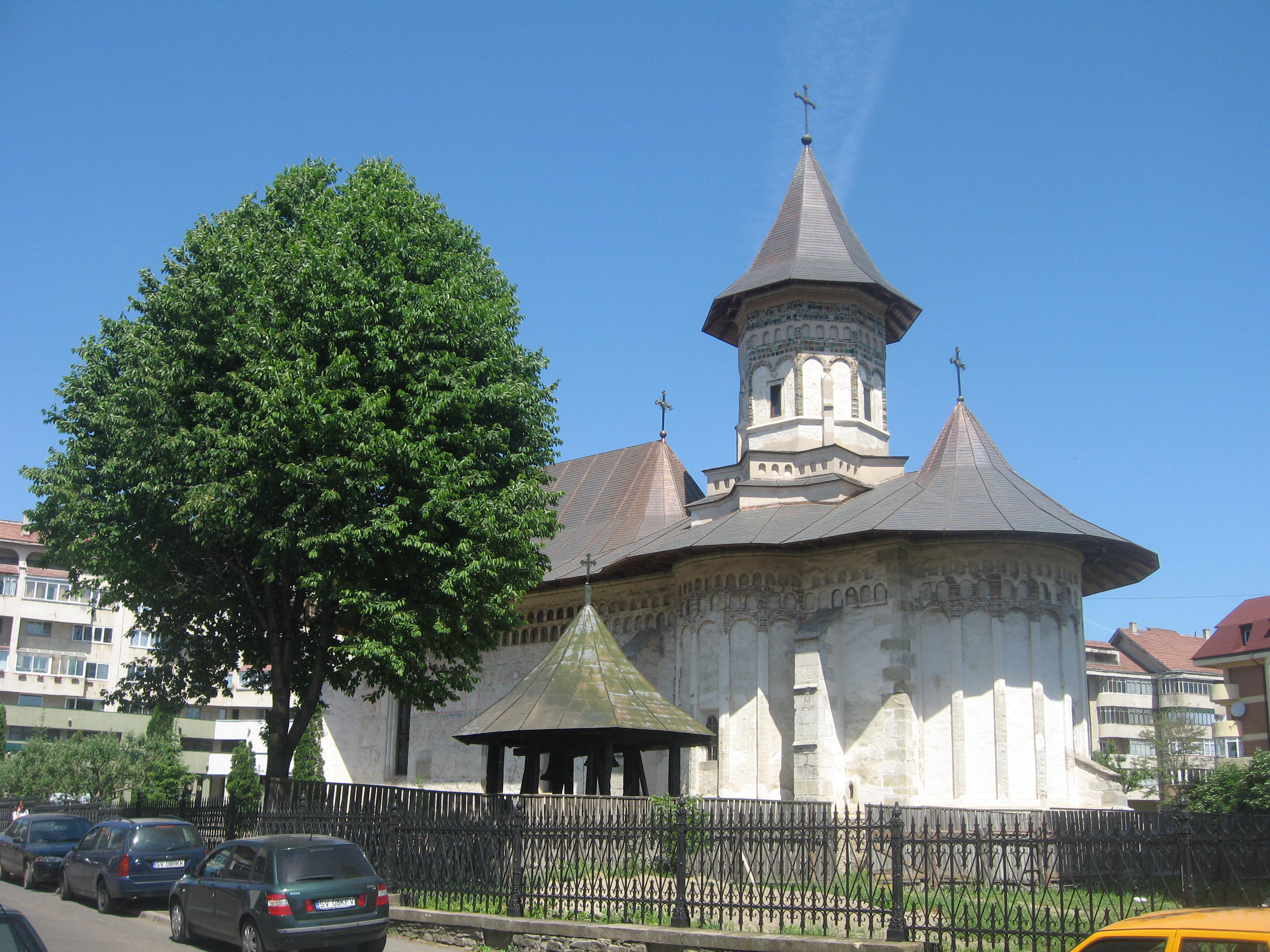
Vedere dinspre sud-est
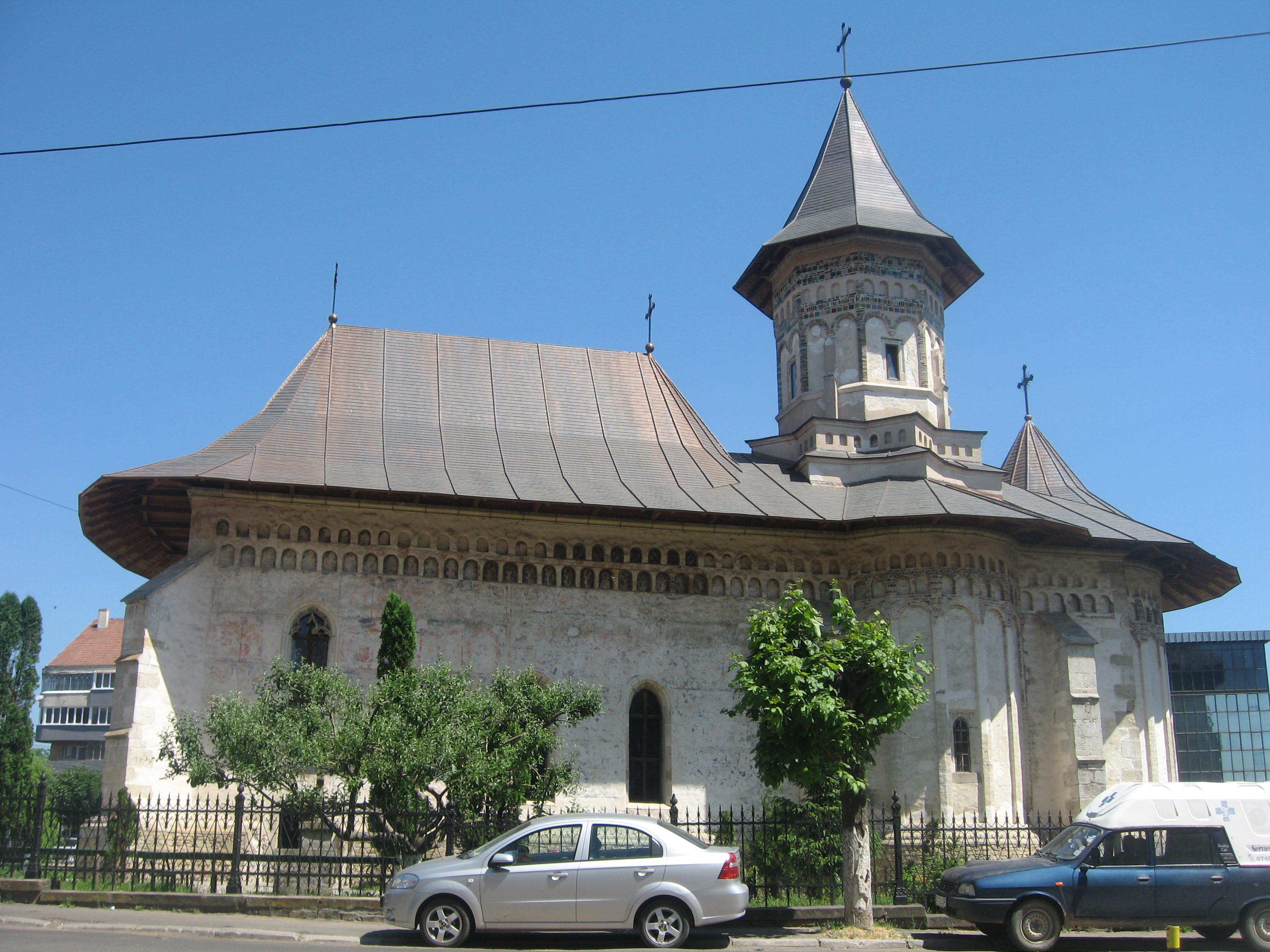
Latura sudică
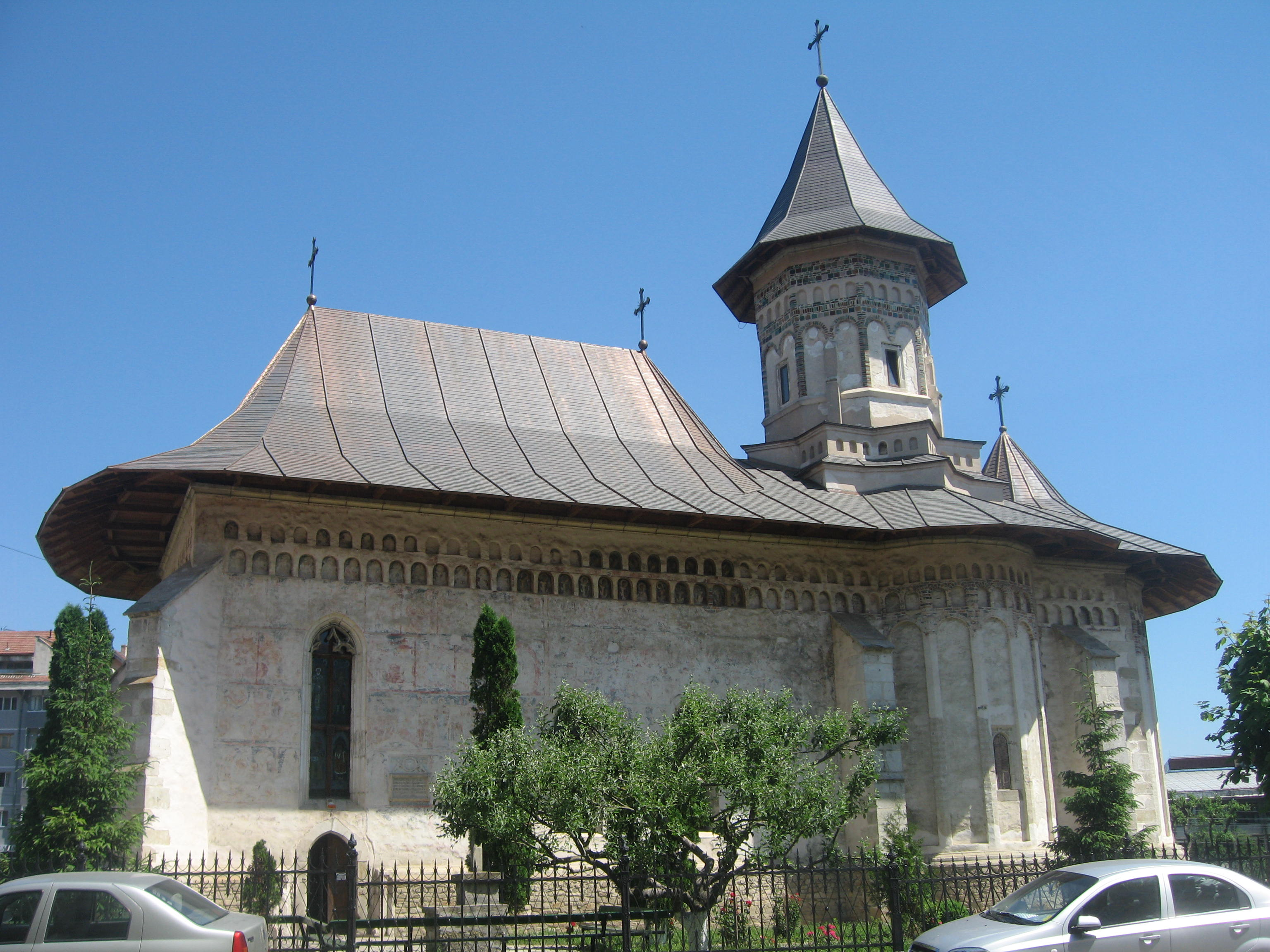
Latura sudică
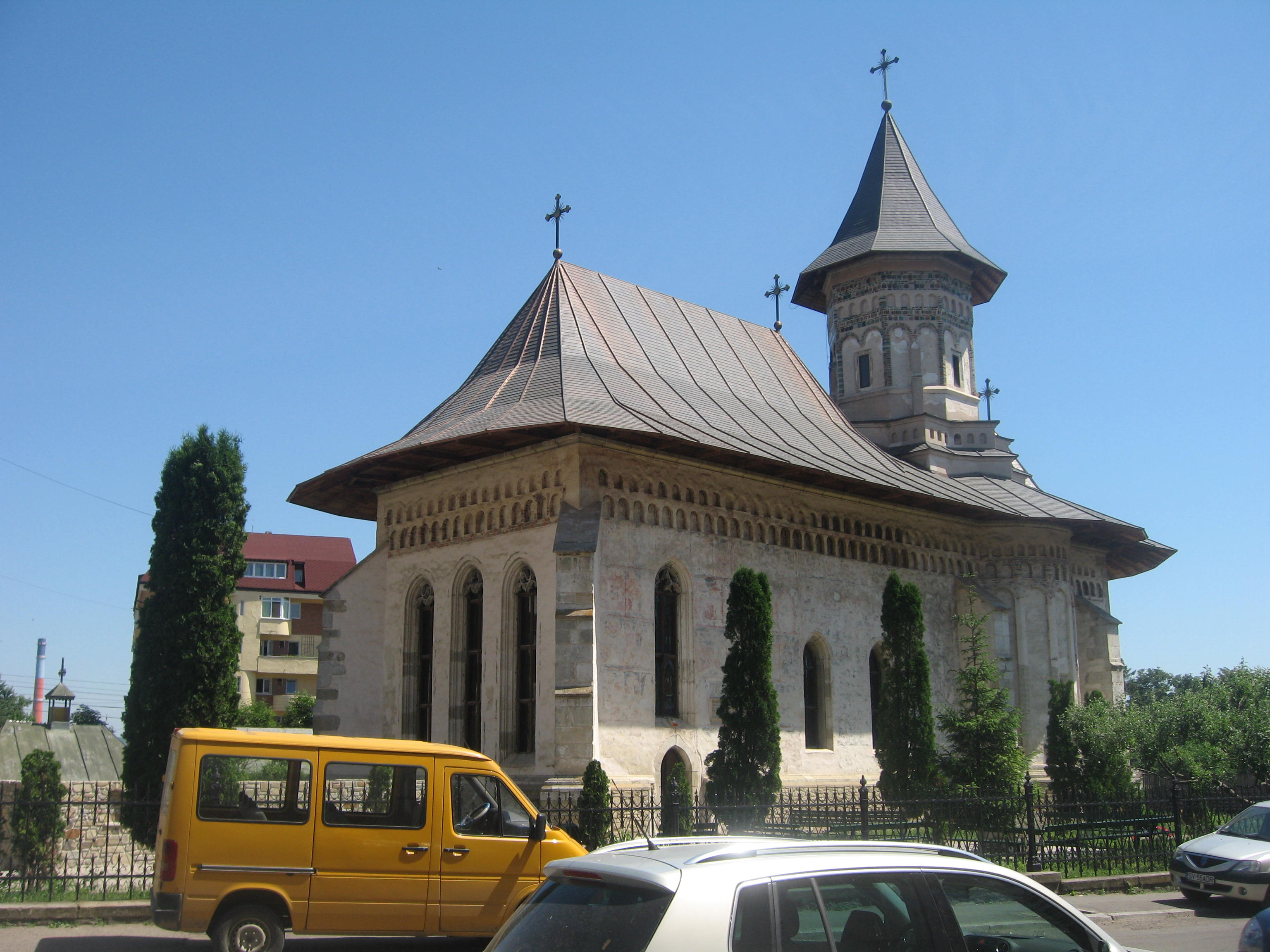
Vedere dinspre sud-vest
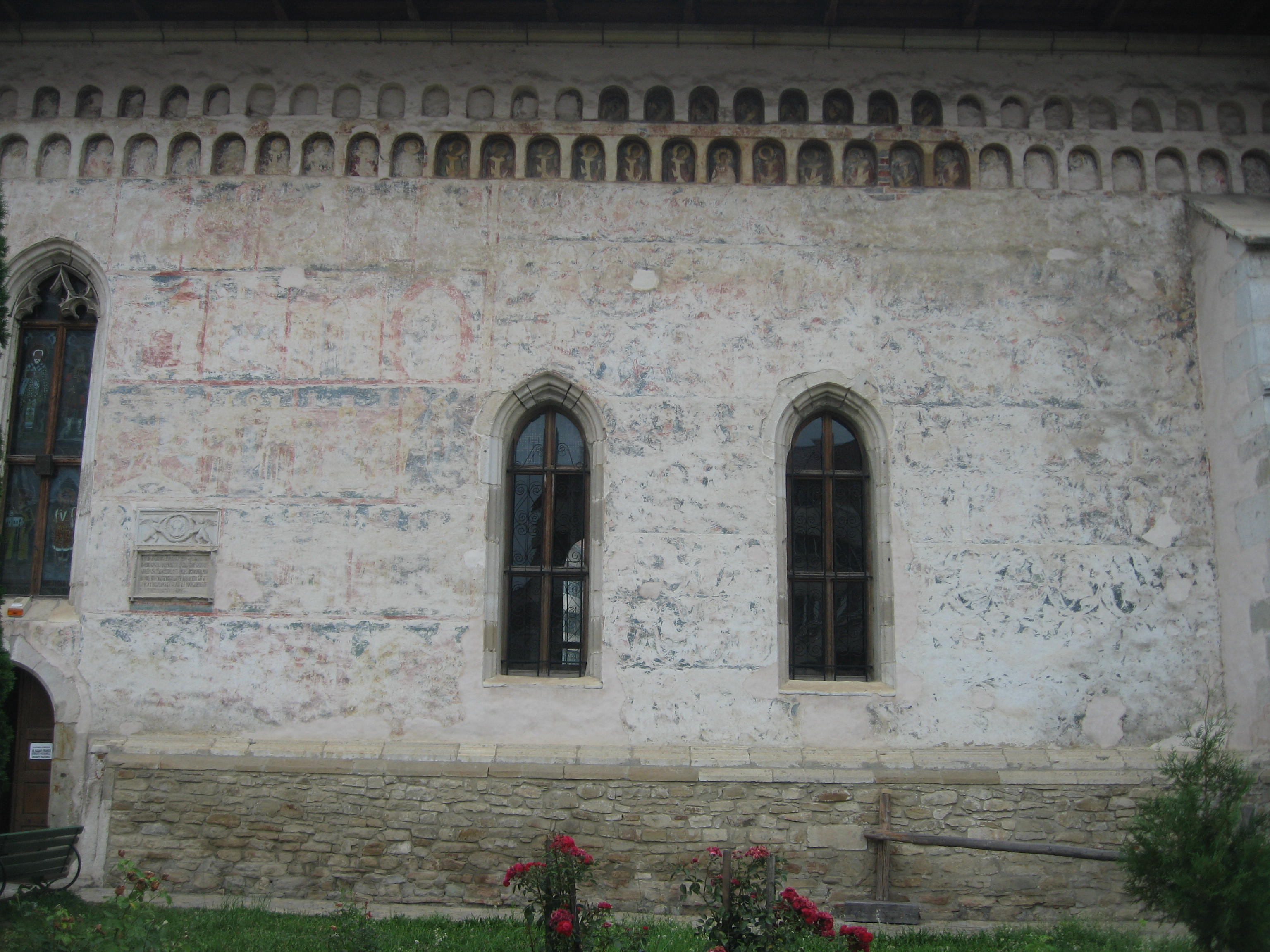
Urme din vechea pictură pe fațada sudică
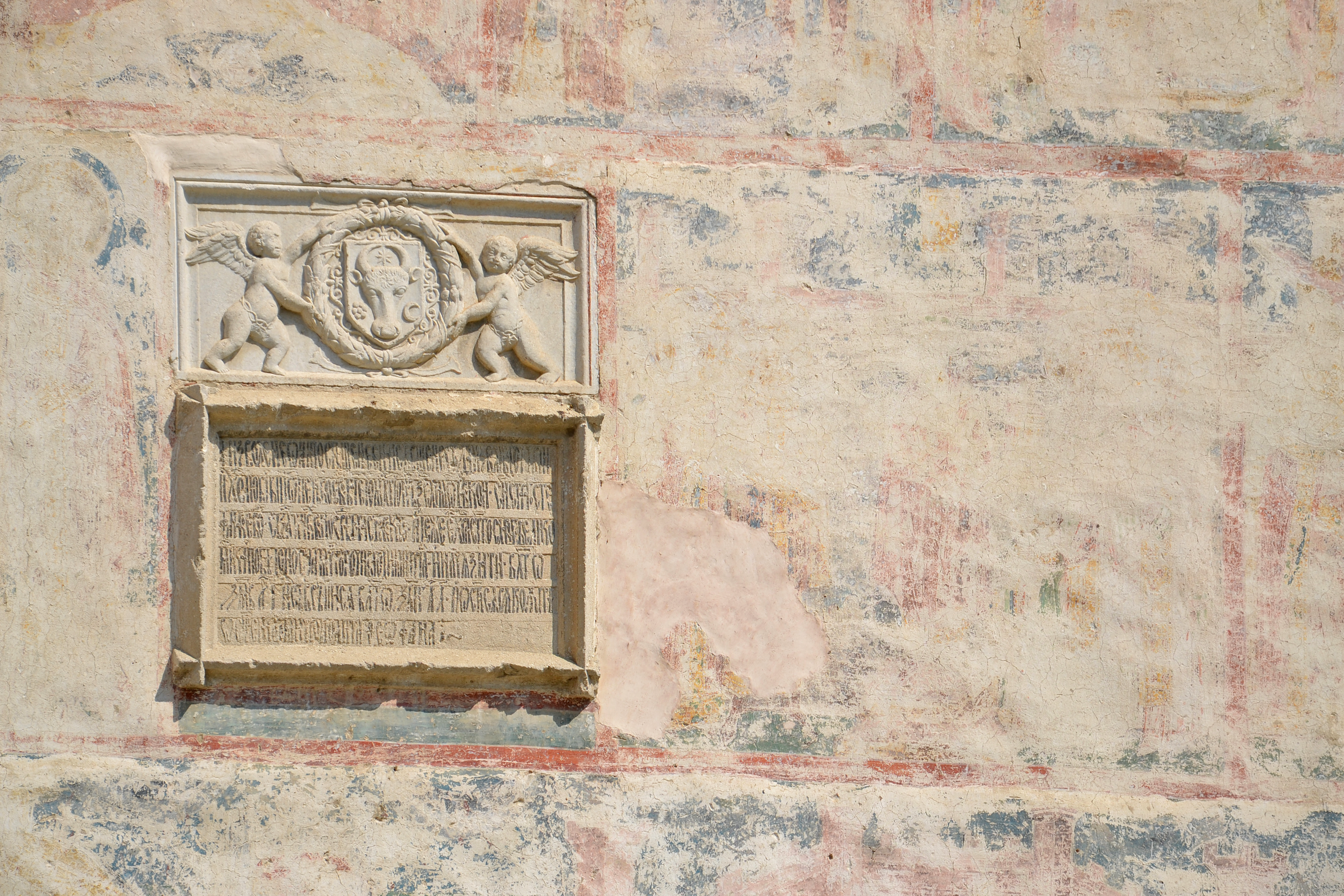
Pisania
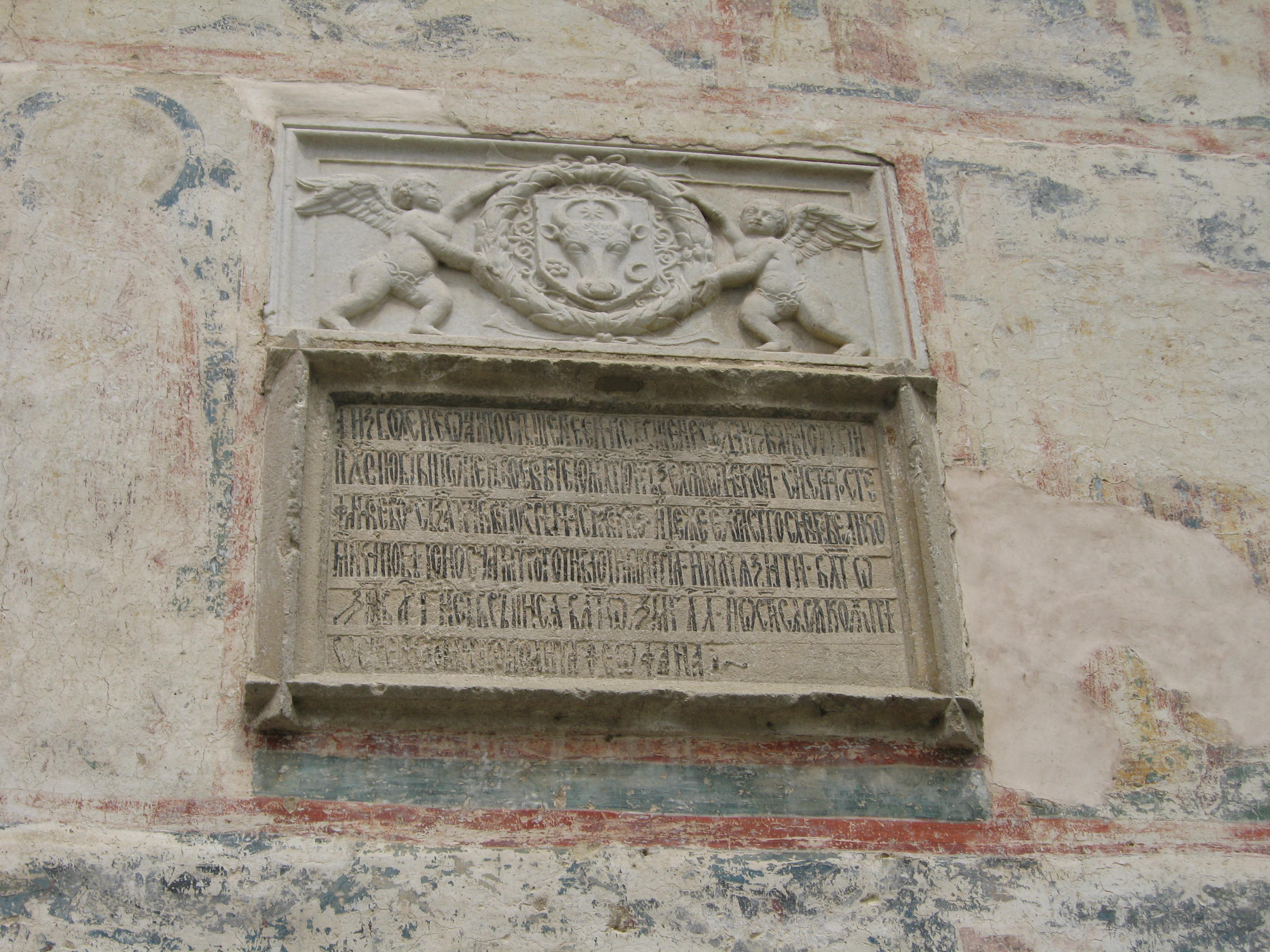
Pisania
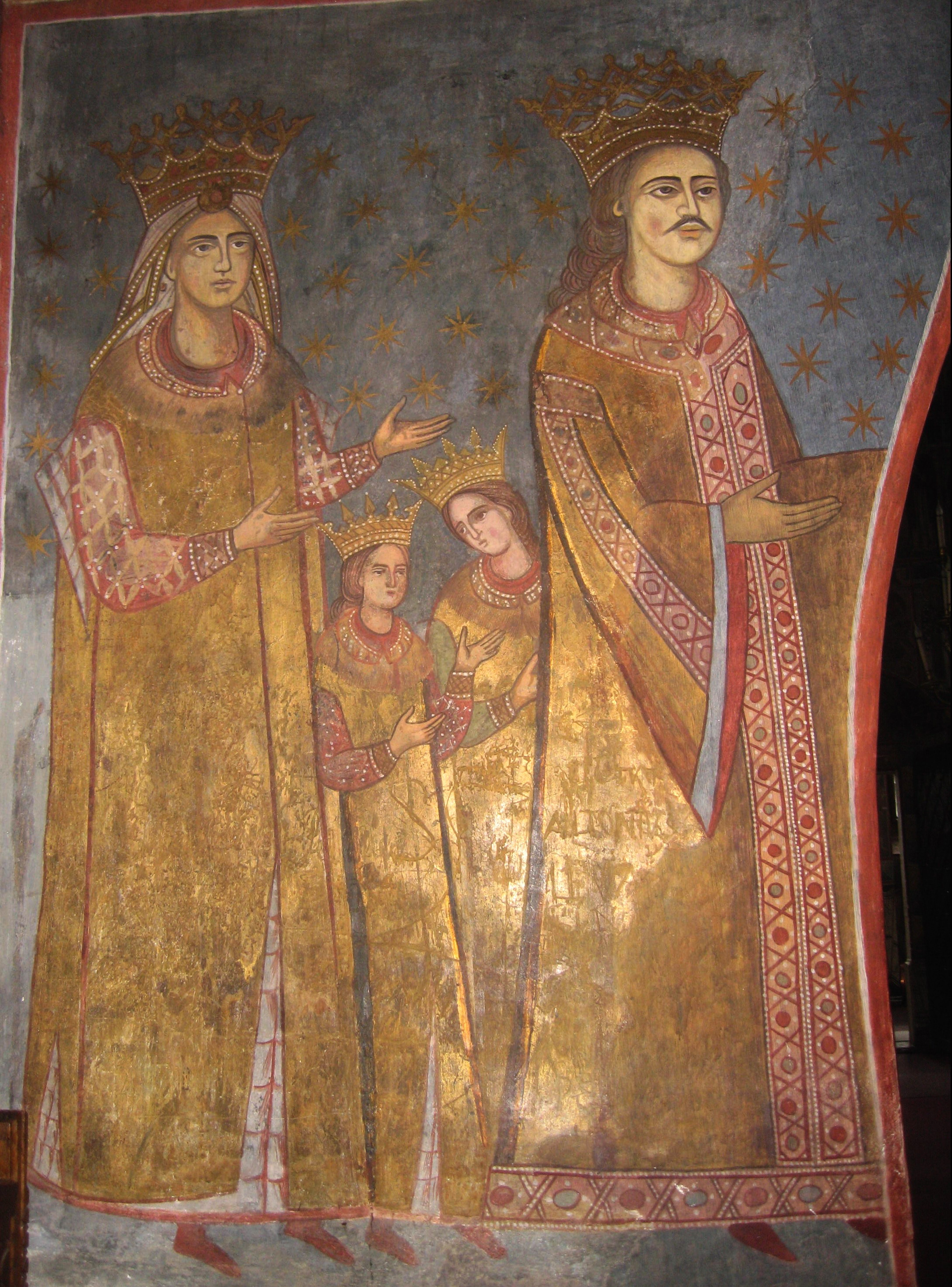
Tablou votiv în care apare domnitorul Petru Rareș și familia sa
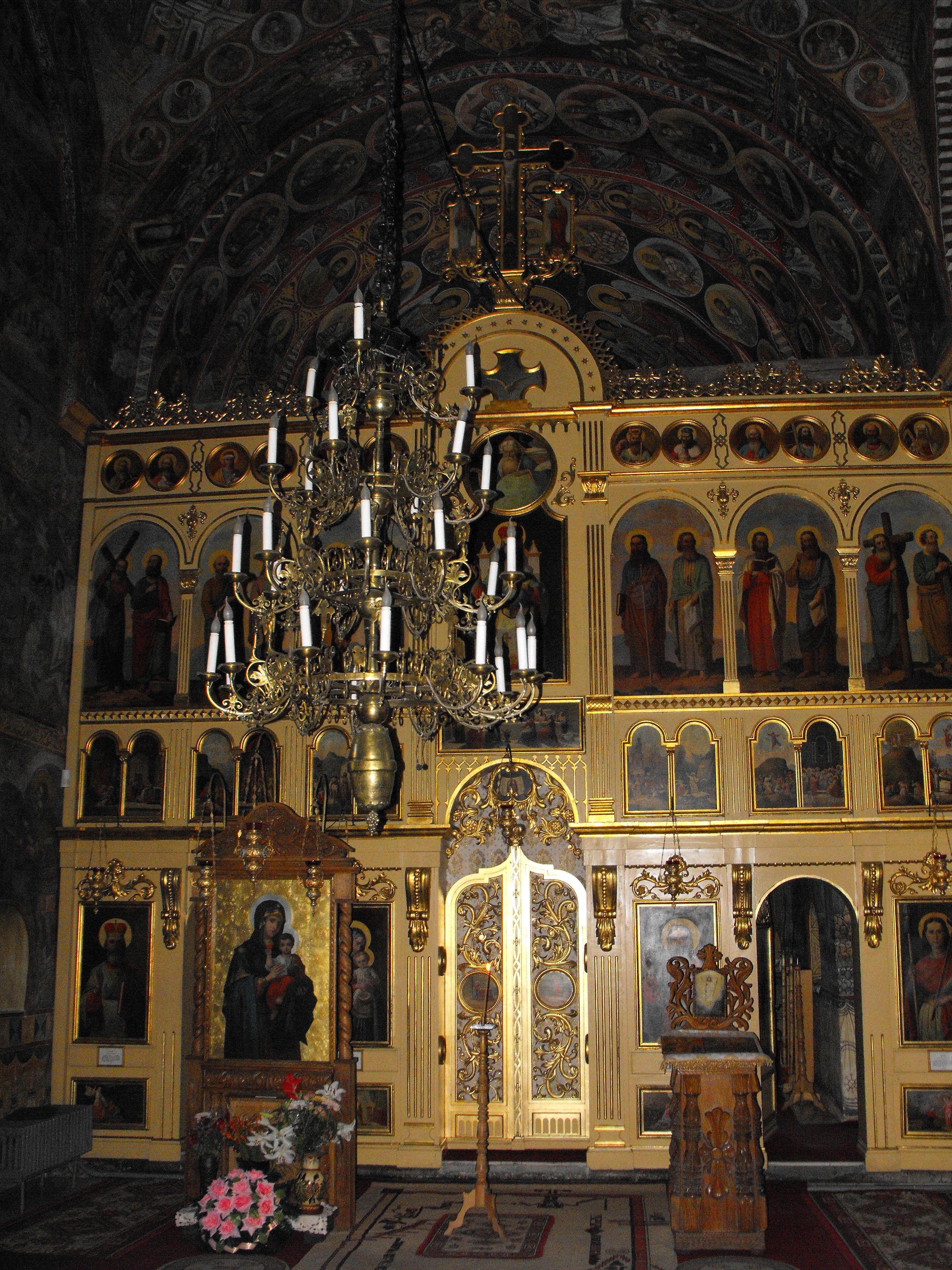
Catapeteasma
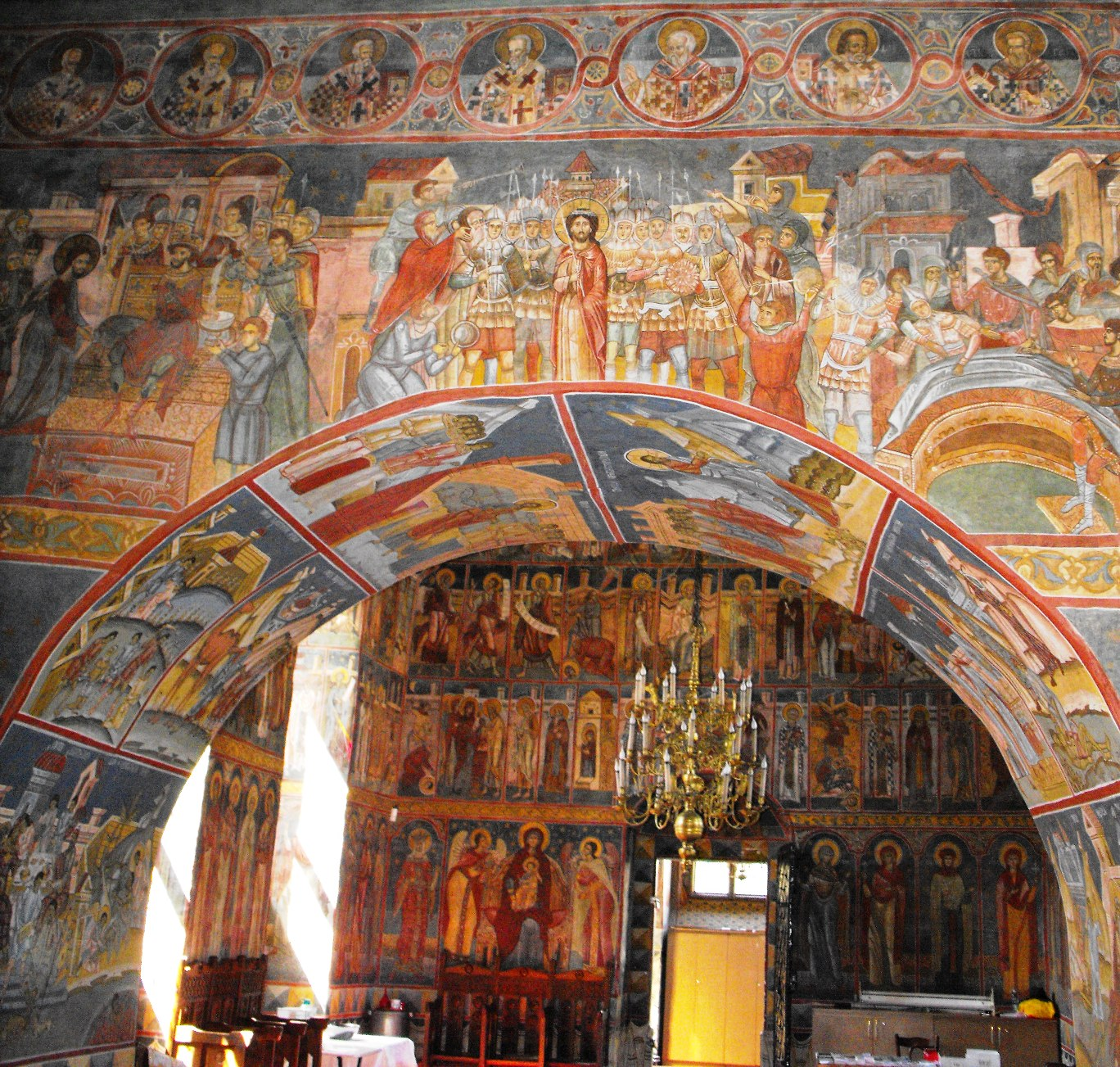
Picturi pe arcul care separă pronaosul de naos
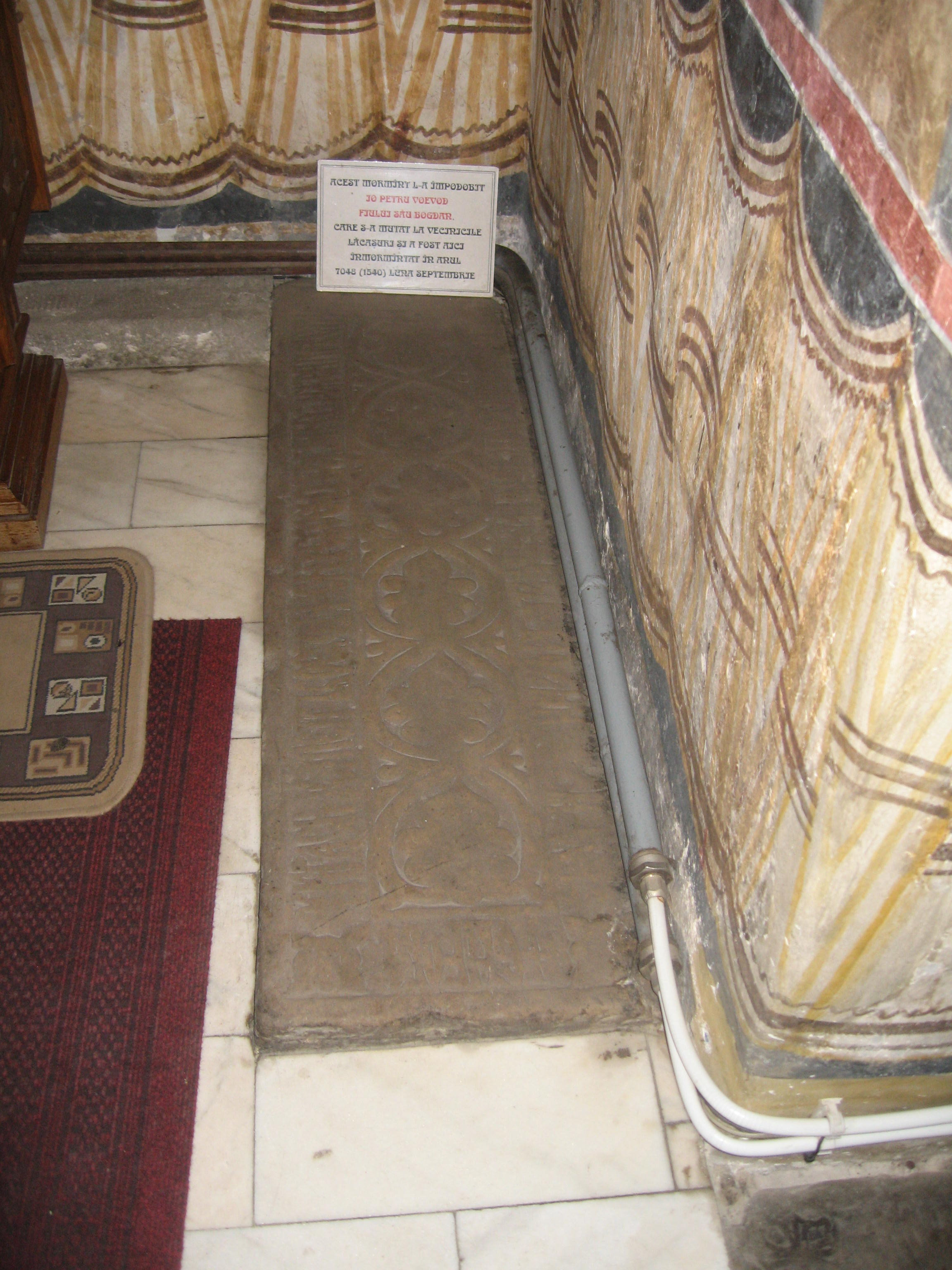
Mormântul fiului lui Petru Rareș, Bogdan, înmormântat aici în septembrie 1540
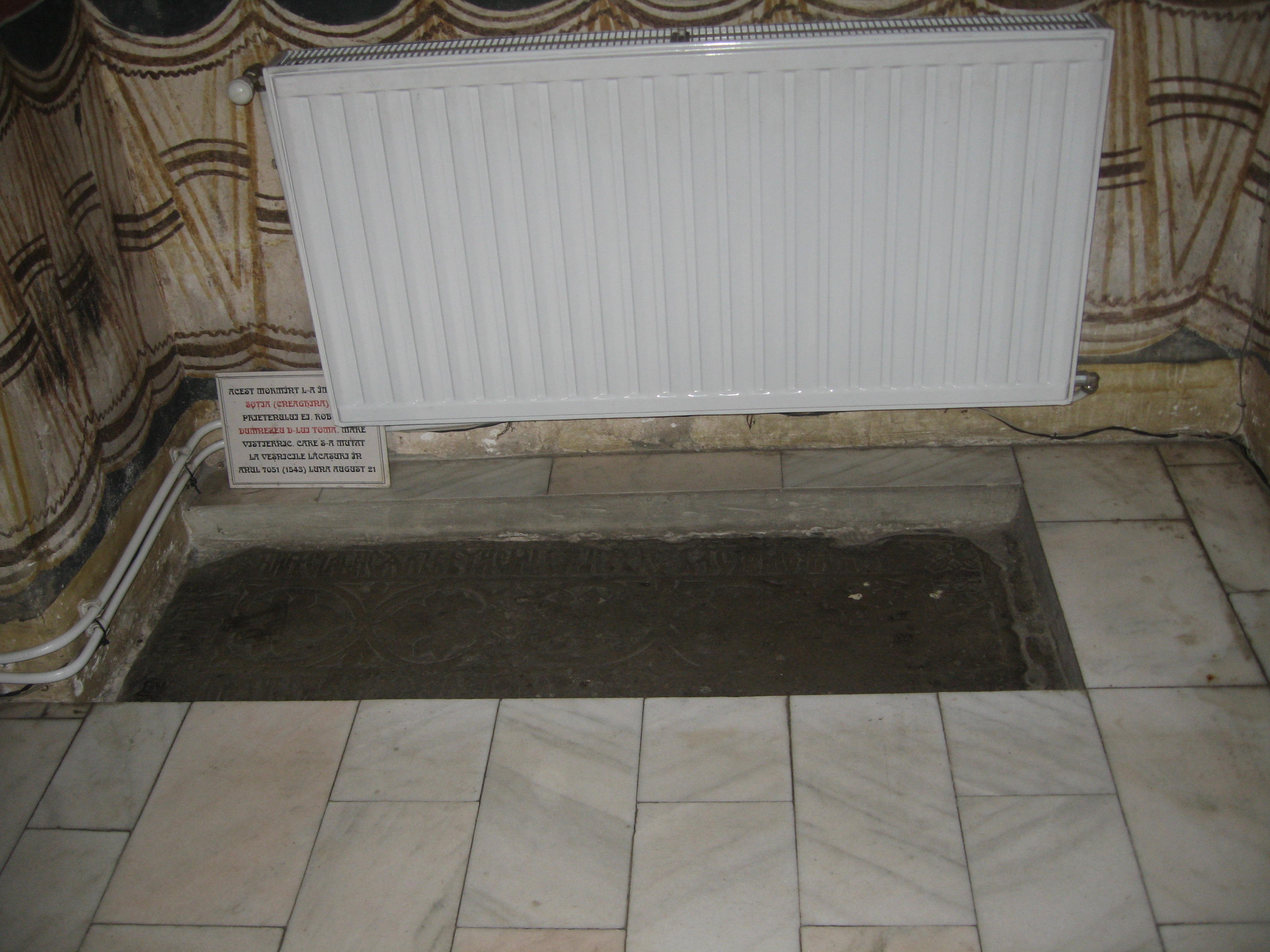
Mormântul marelui vistiernic Toma, mort la 21 august 1543
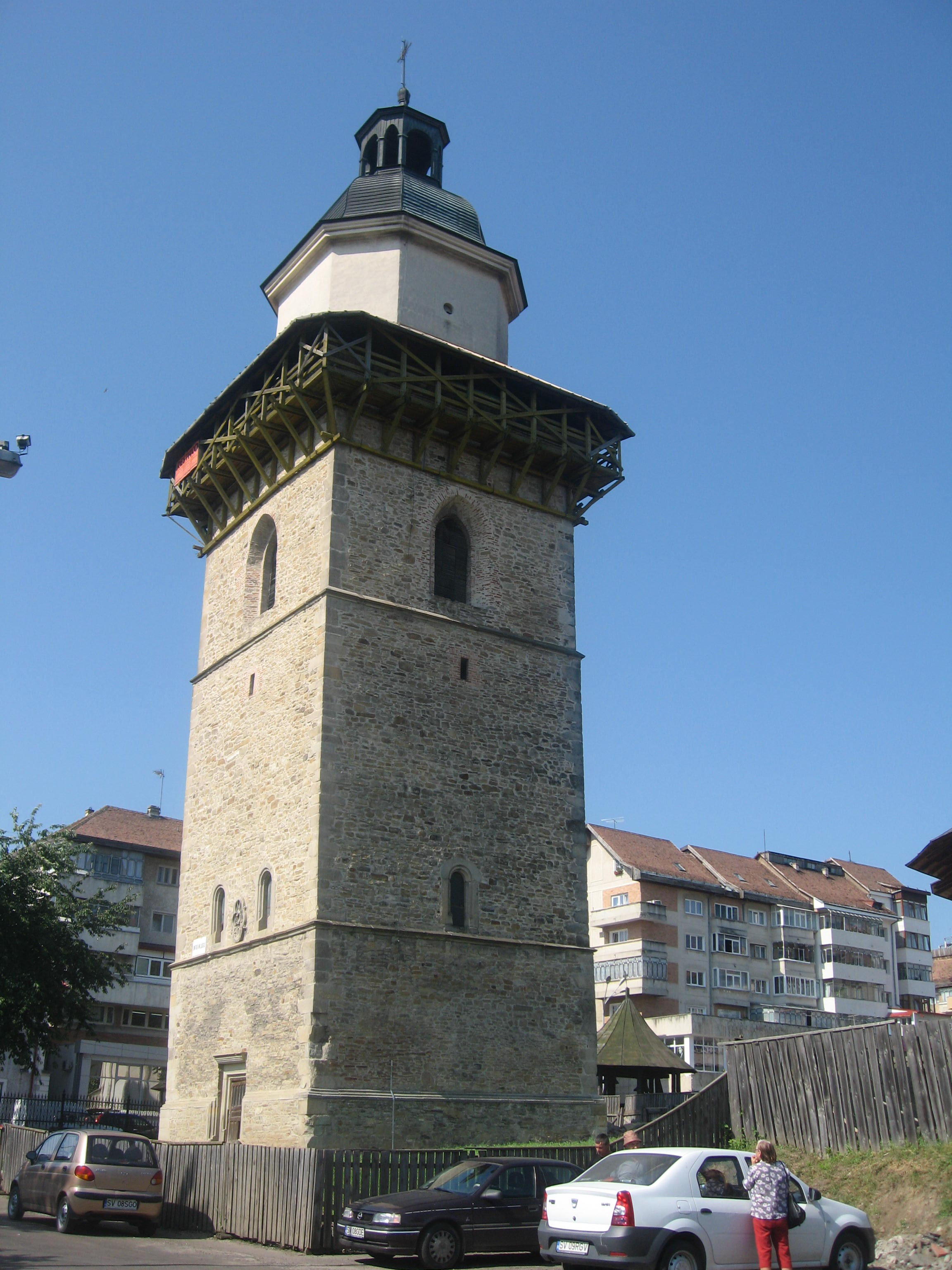
Turnul clopotniță
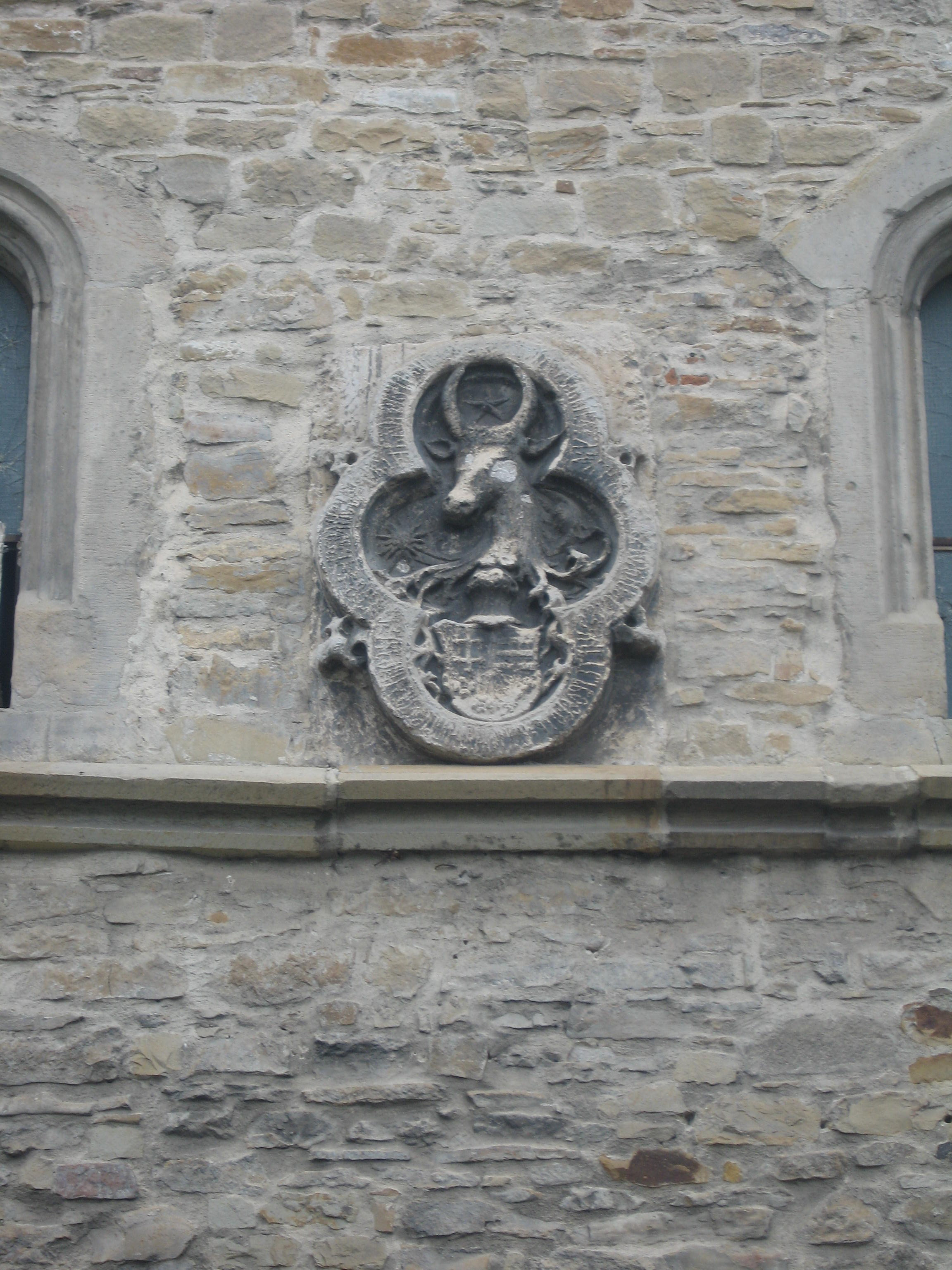
Pisania de pe clădirea turnului clopotniță
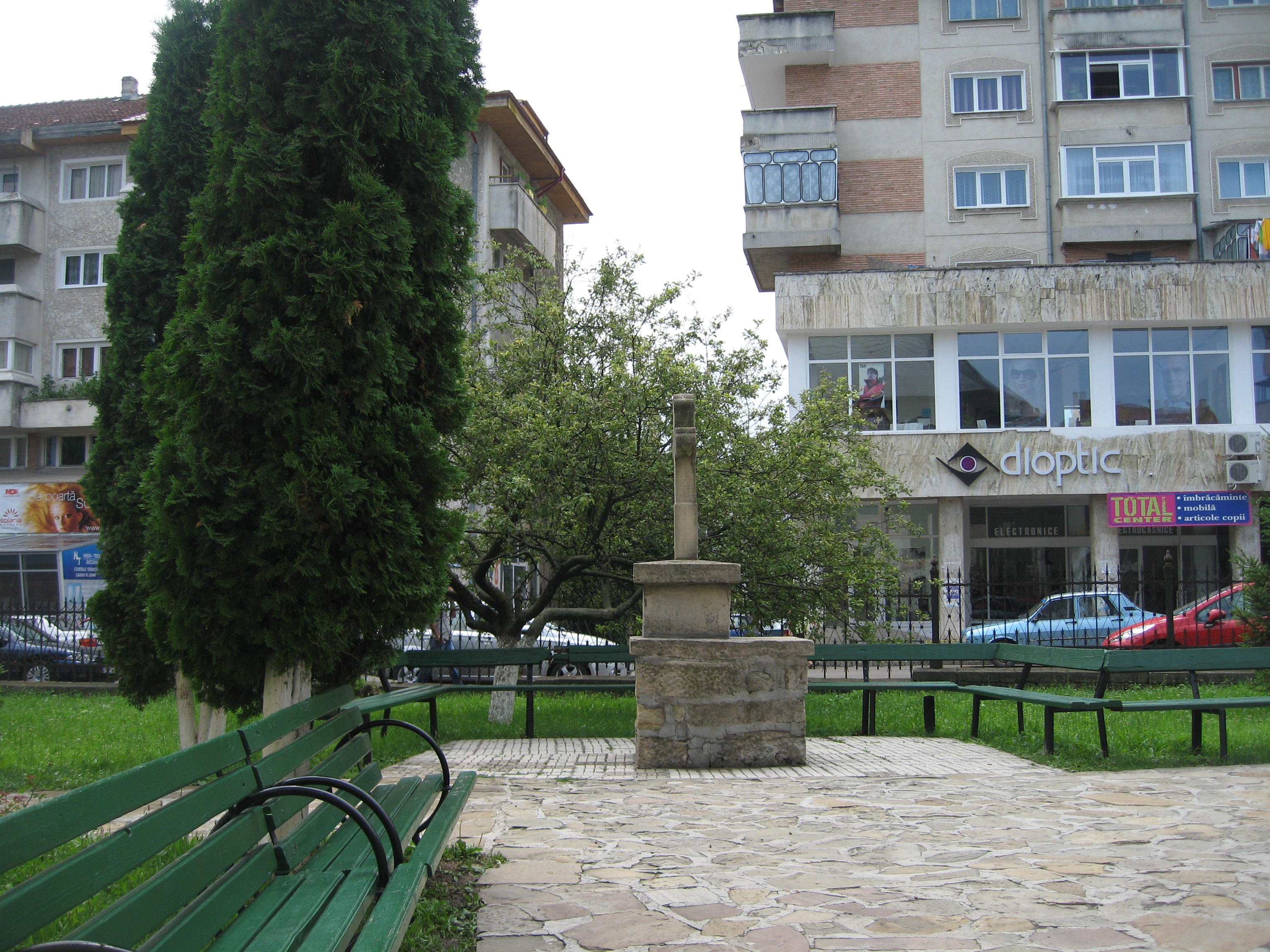
Masă de praznic în curtea bisericii